# Biserica romano-catolică din Gheorghieni

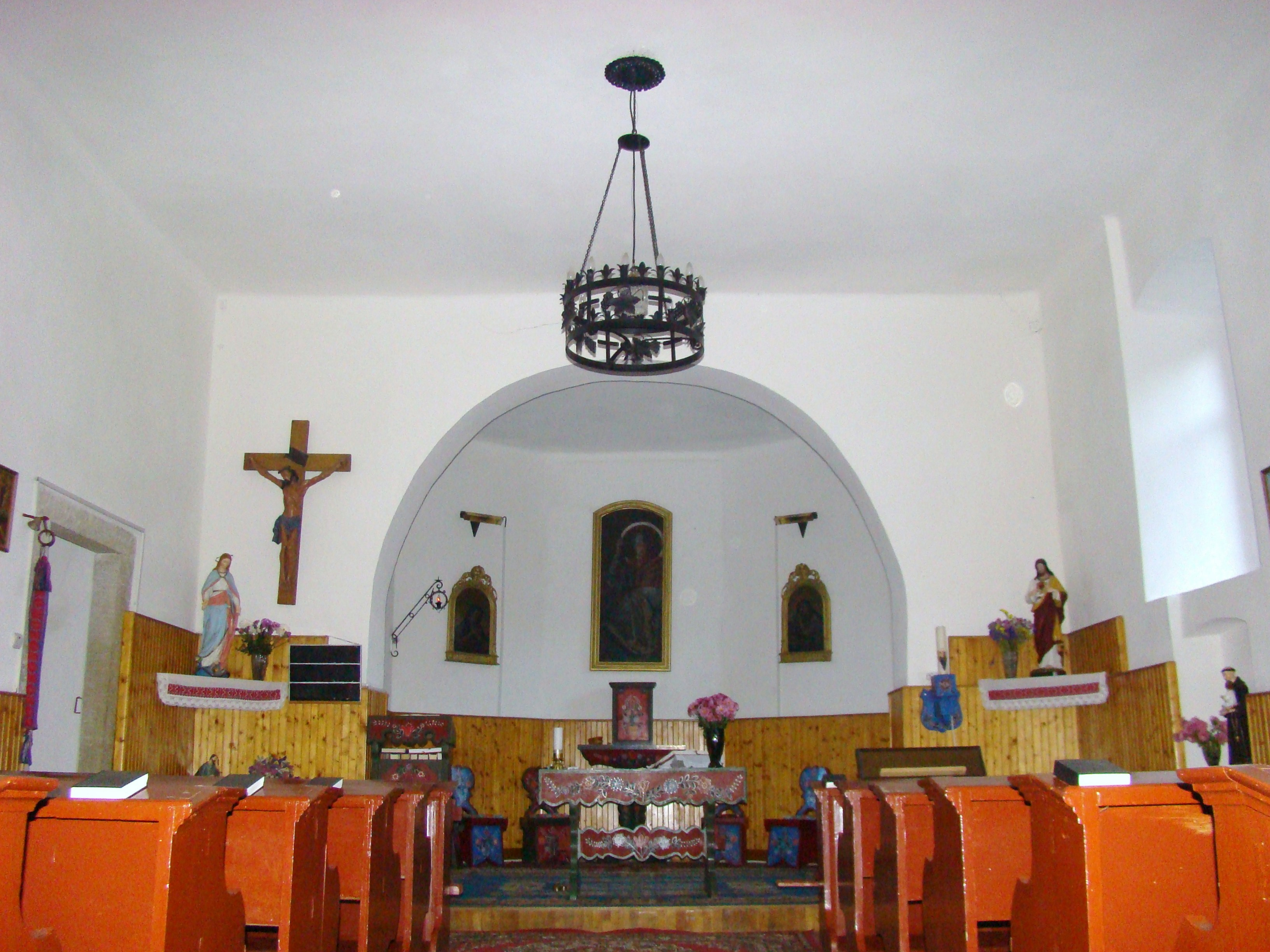
Nava spre altar

Biserica romano-catolică” este un monument istoric aflat pe teritoriul satului Gheorghieni, comuna Feleacu.

## Localitatea
Gheorghieni, colocvial Ghiurfalău, Giurfalău, (în maghiară : Györgyfalva, în traducere „Satul lui Gheorghe”) este un sat din comuna Feleacu a județului Cluj, Transilvania, România. Satul a fost atestat documentar, prima oară, în anul 1333, sub denumirea de villa Georgii.

## Biserica
Biserica romano-catolică, ridicată în secolul al XV-lea, după Reforma Protestantă a intrat în proprietatea reformaților. Din 1748 a revenit în proprietatea catolicilor. A fost reconstruită în 1570. Mai multe detalii arhitectonice medievale au supraviețuit în biserică (fereastra cu ramă de piatră, ușa sacristiei, deschiderea de la baza turnului). În turn se găsesc trei clopote.

## Imagini din exterior

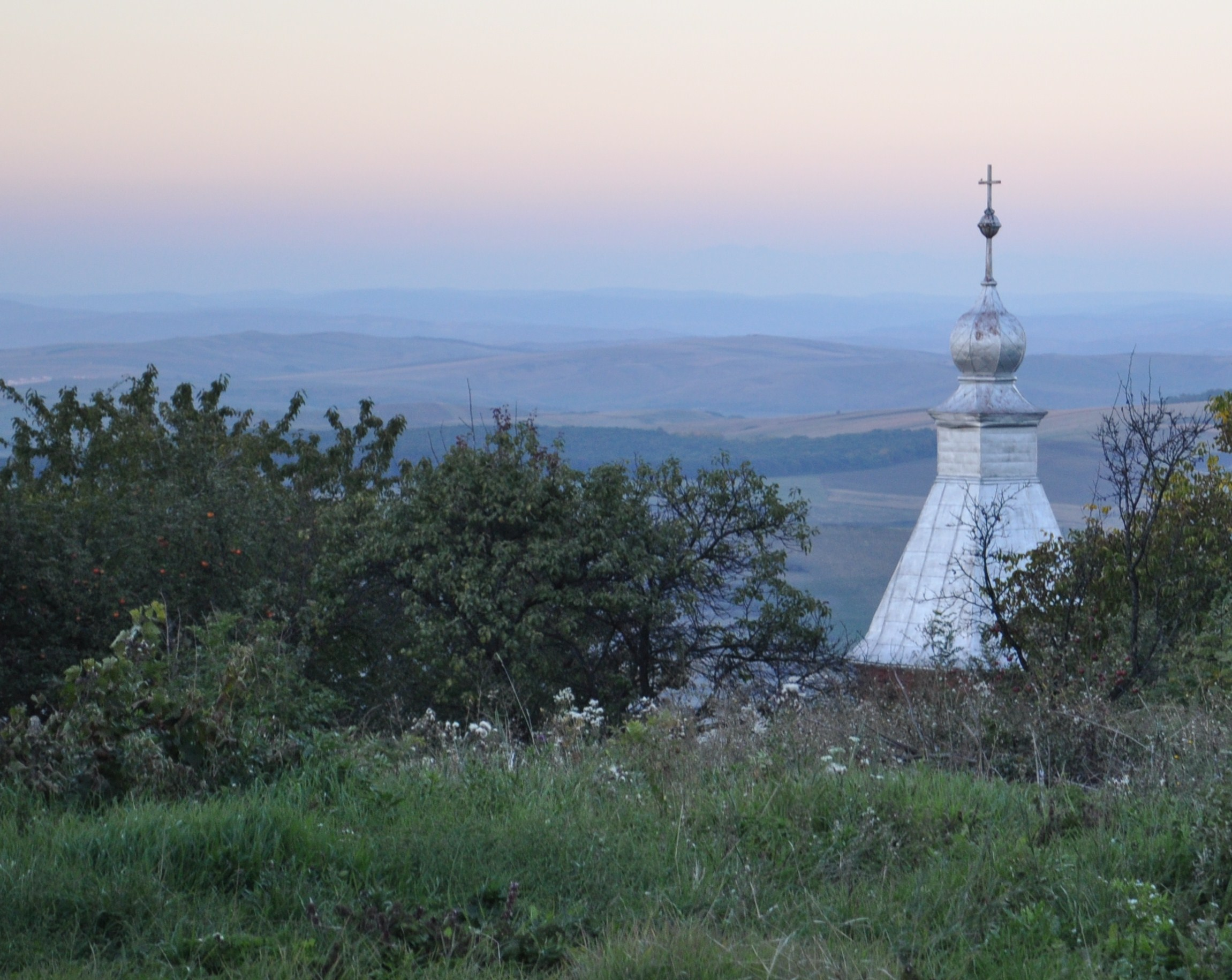
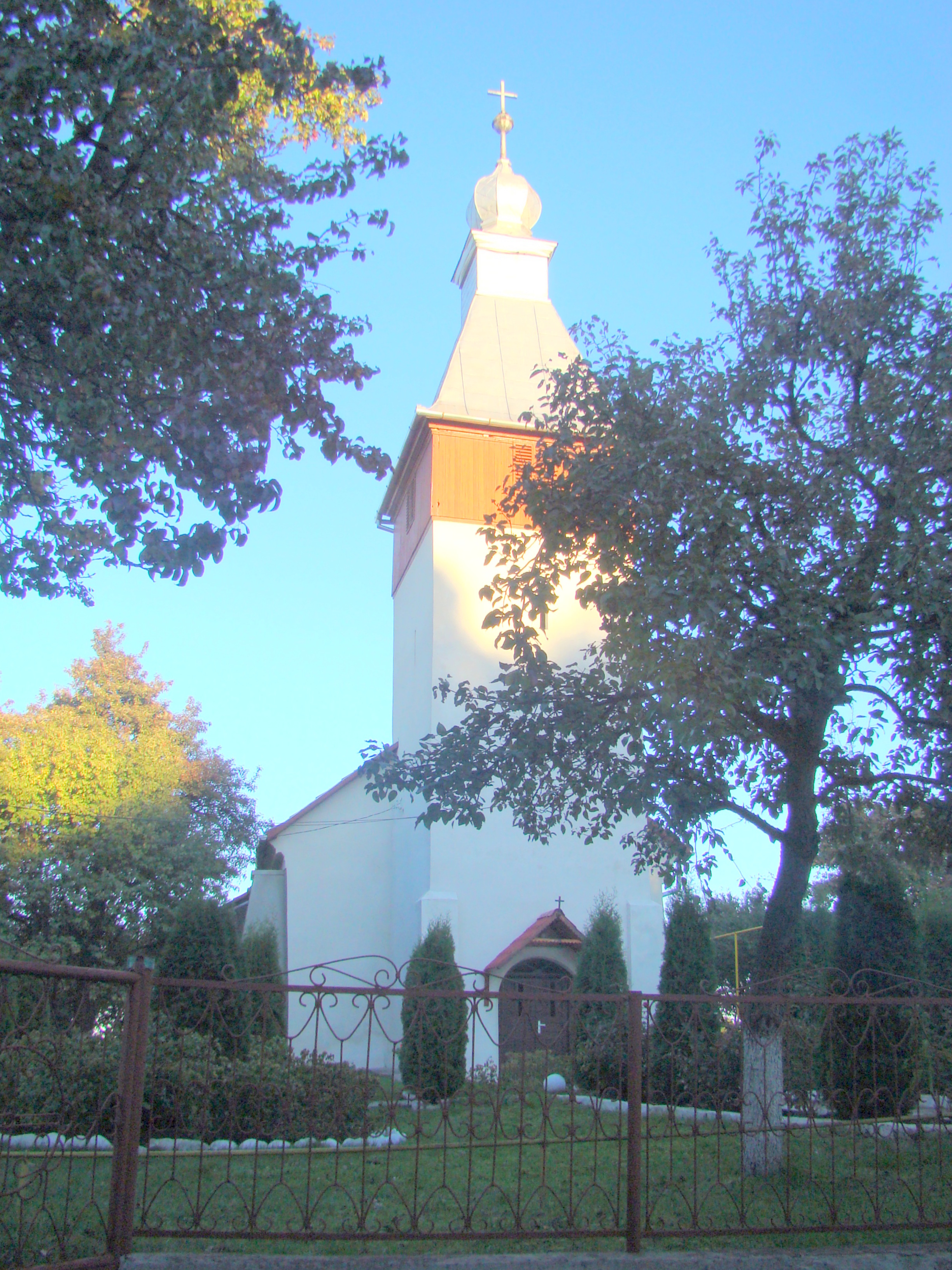
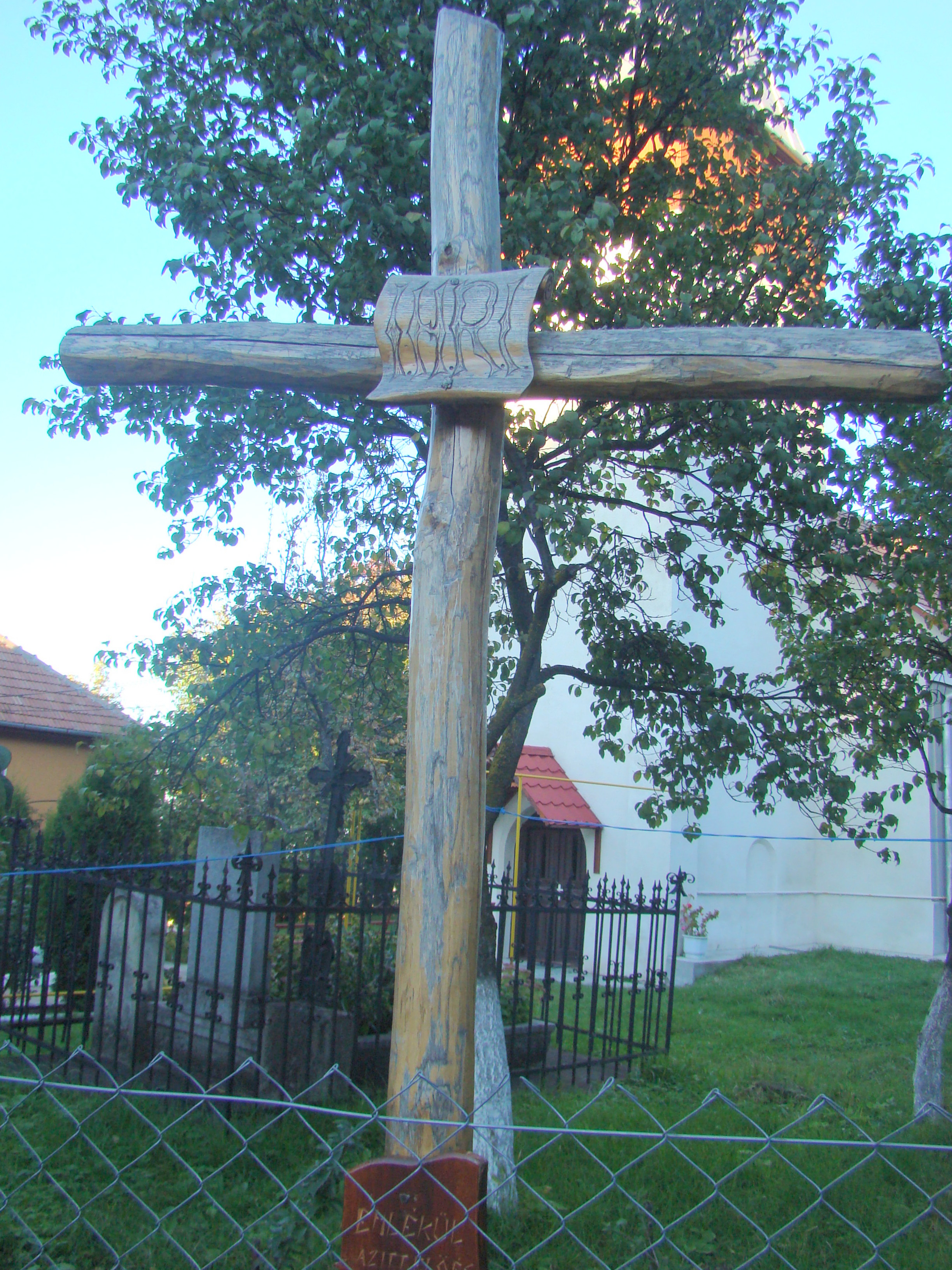
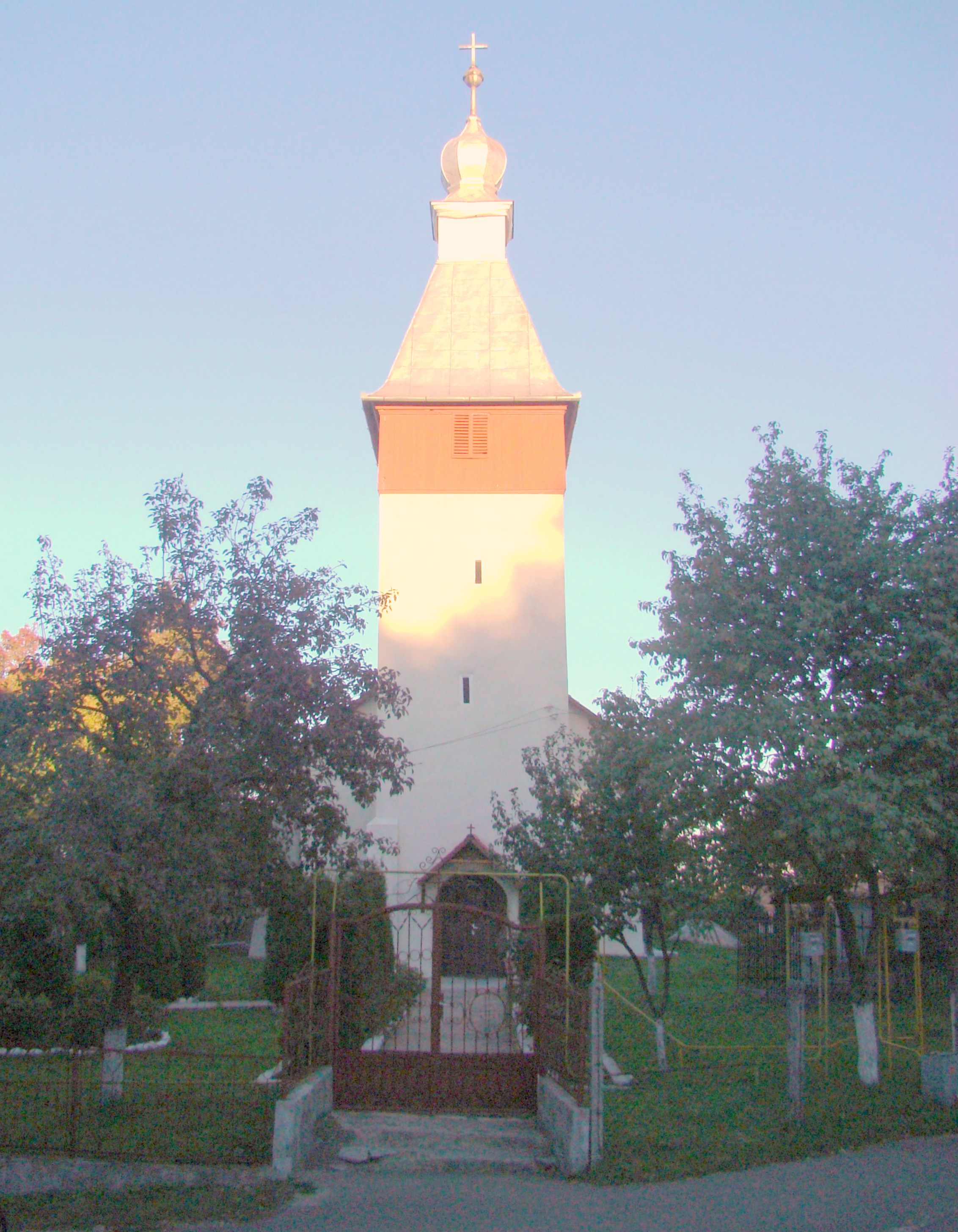
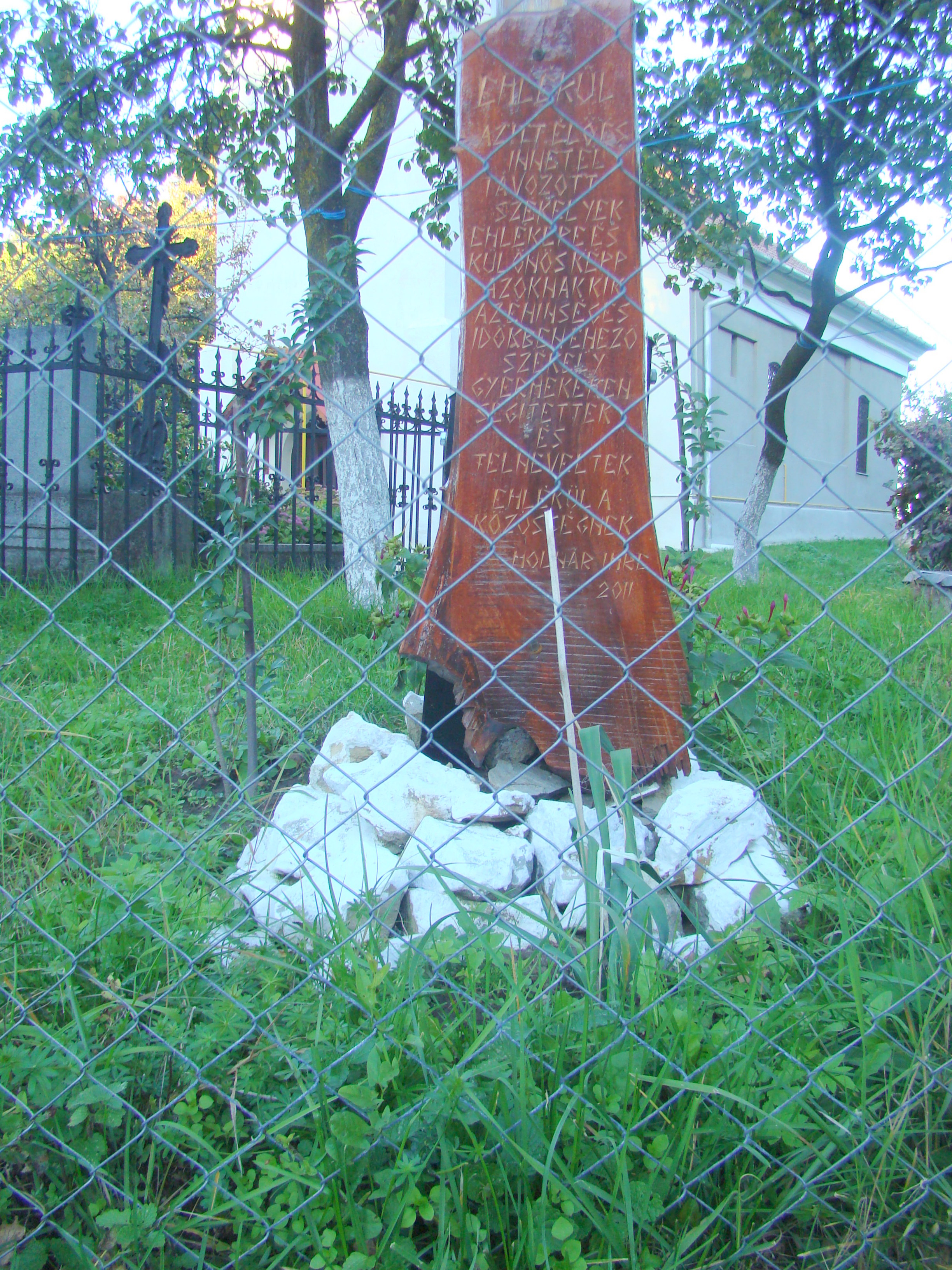
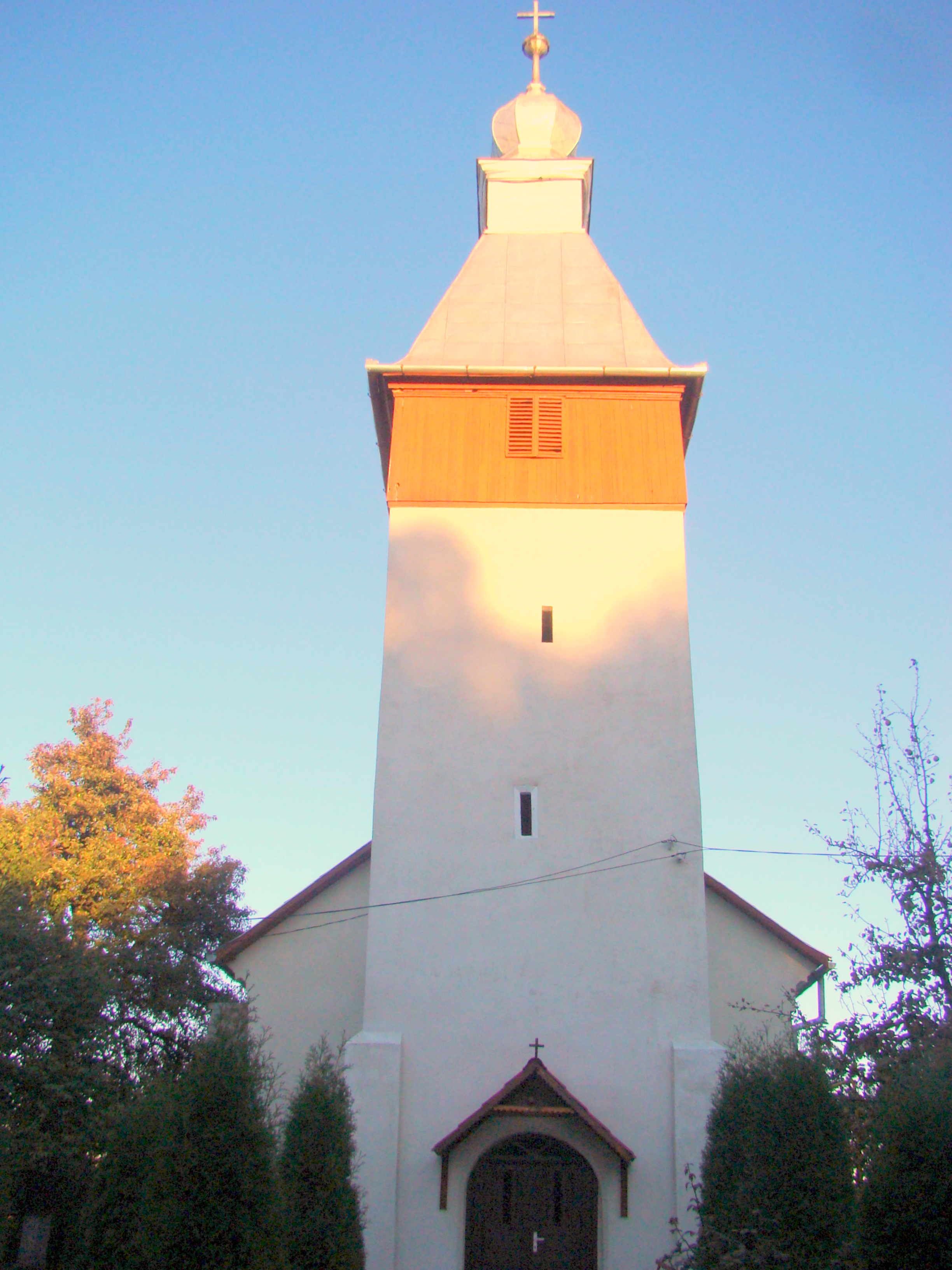
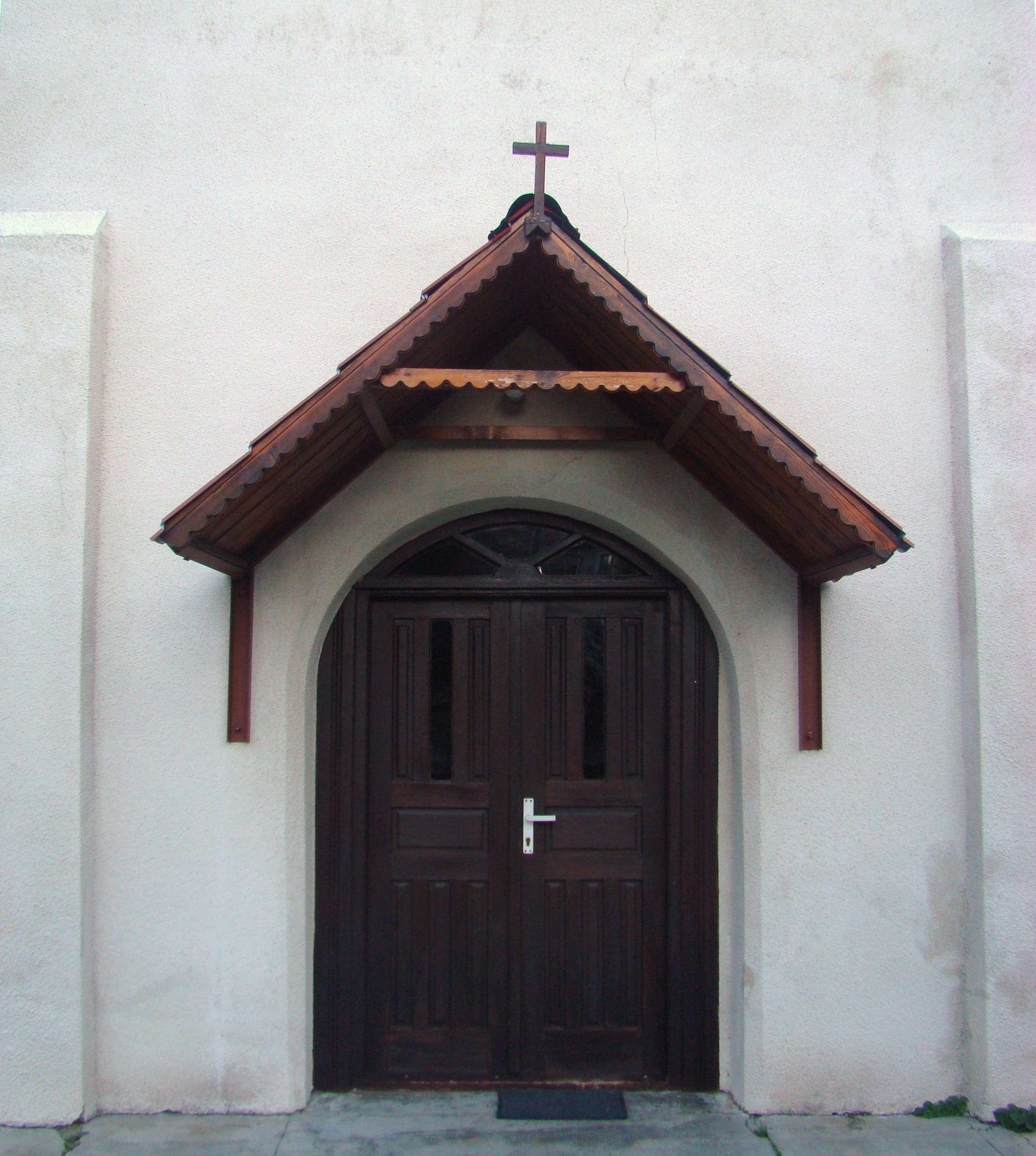
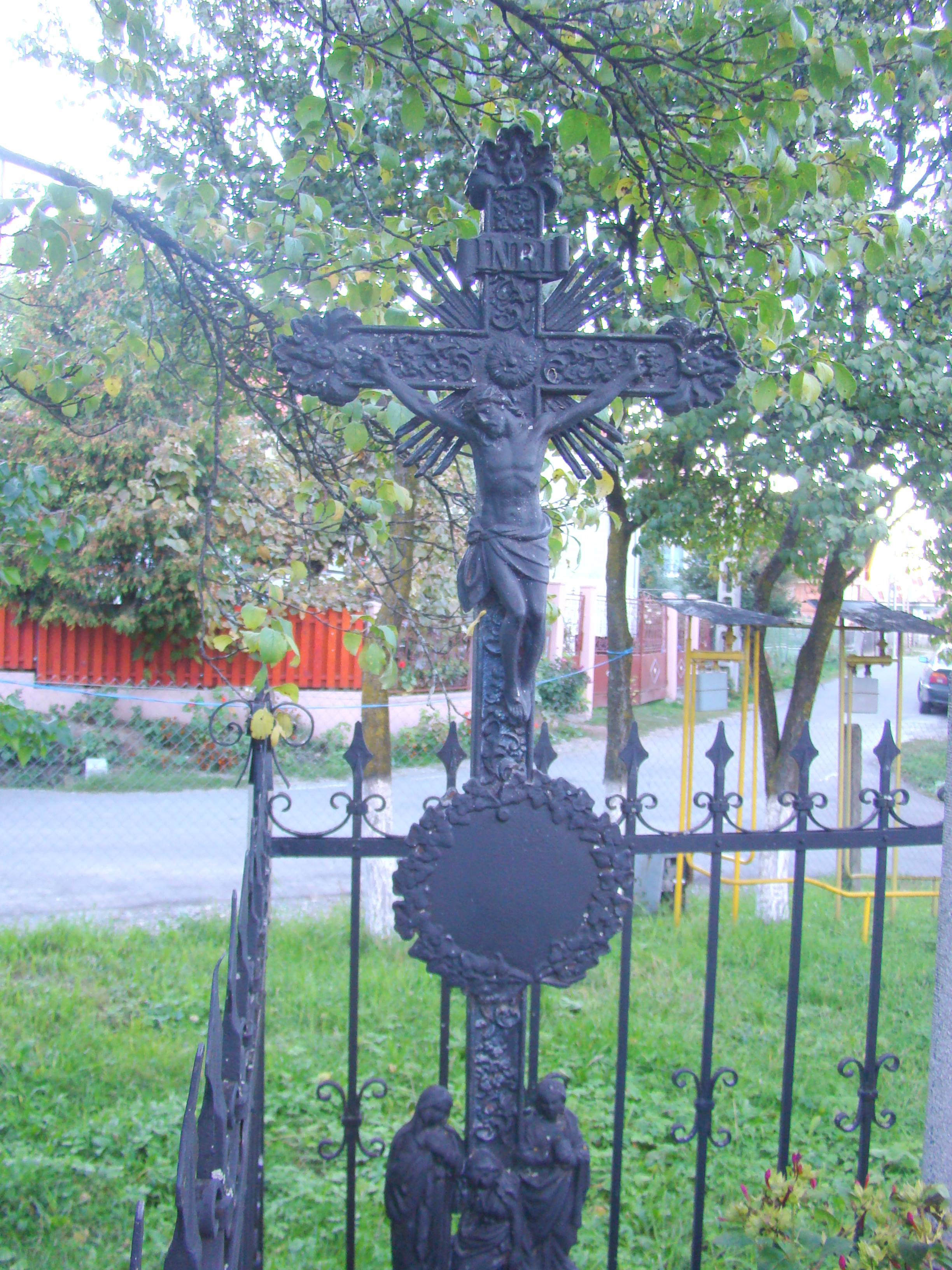
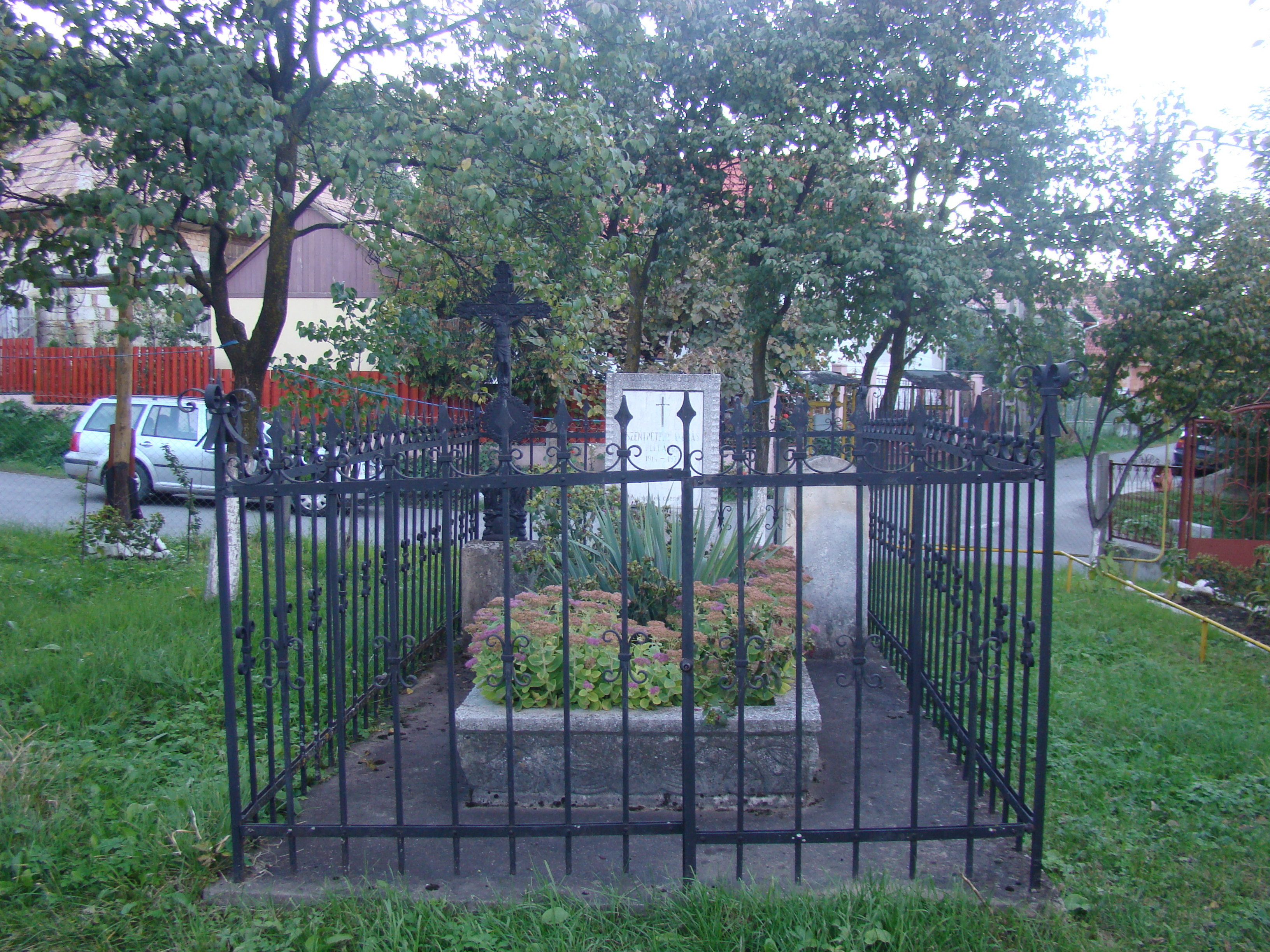
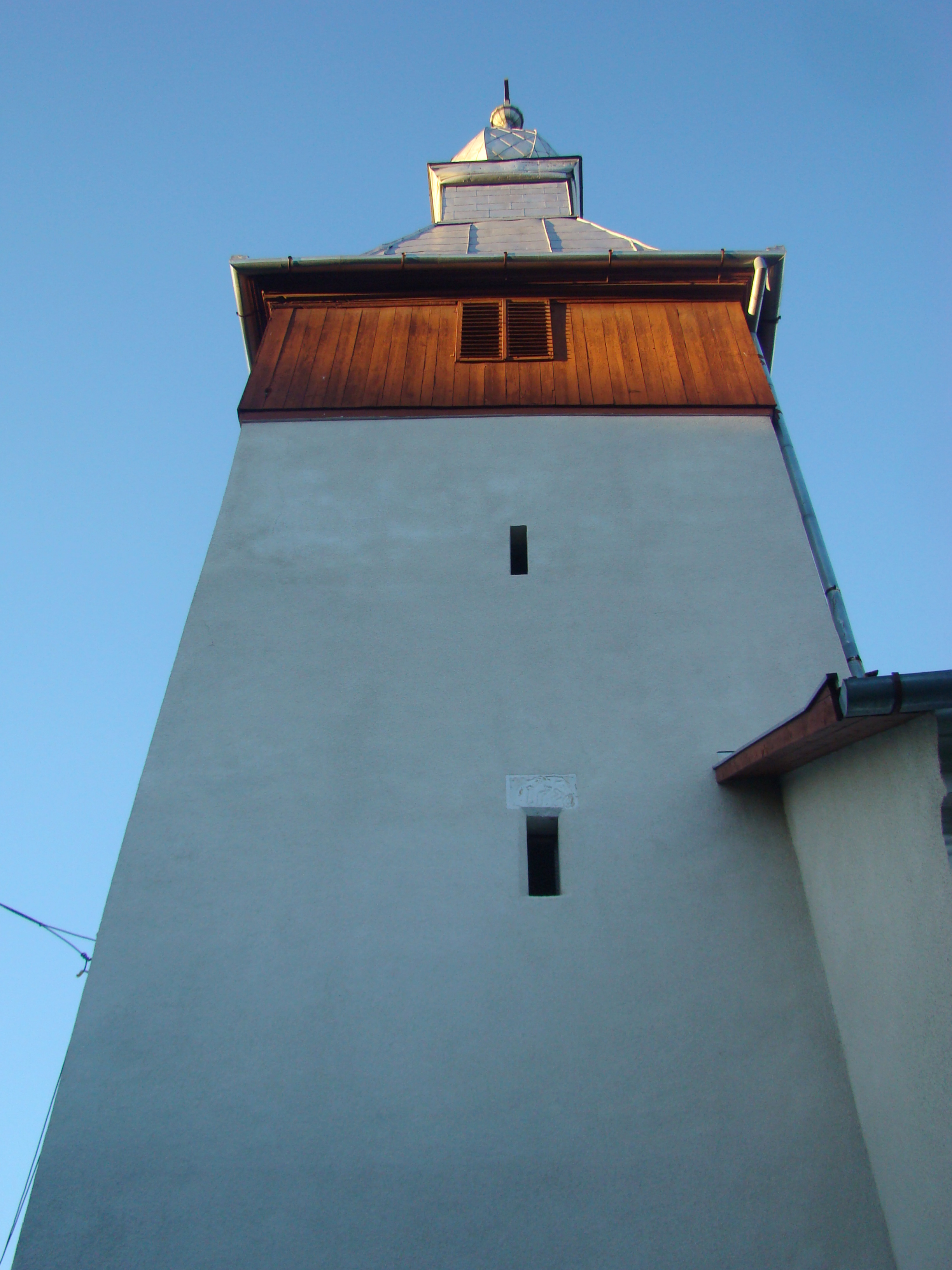
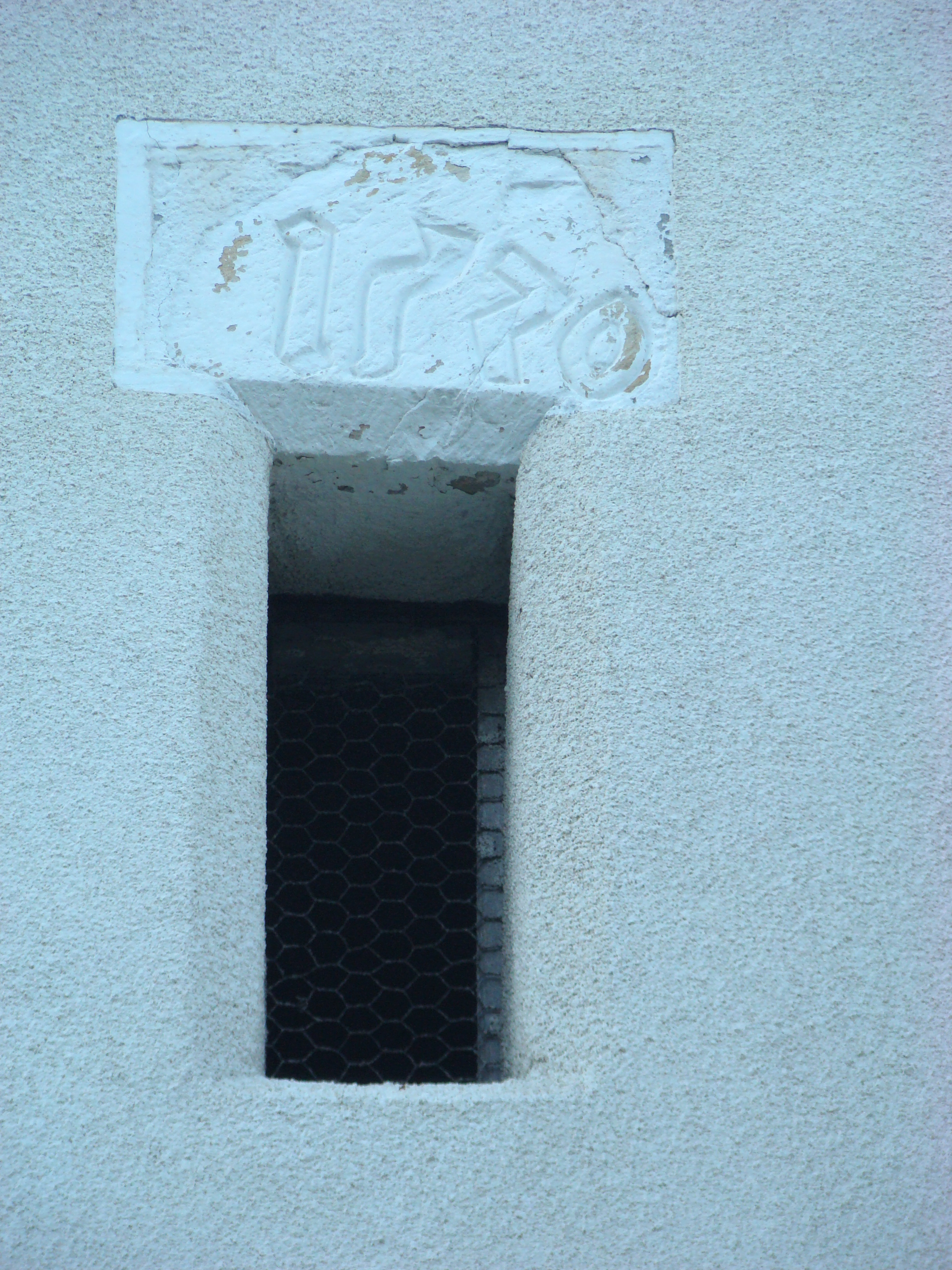
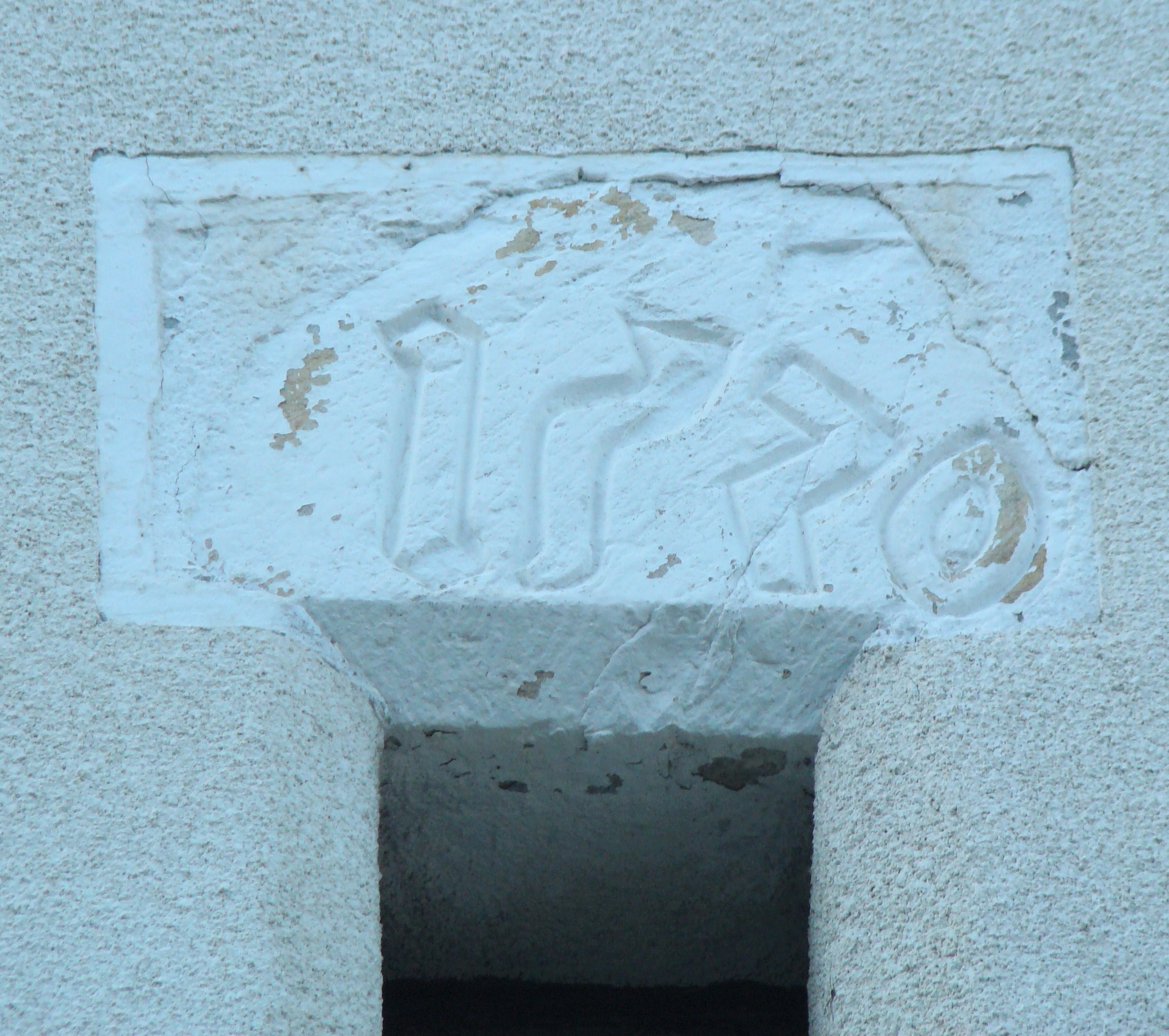
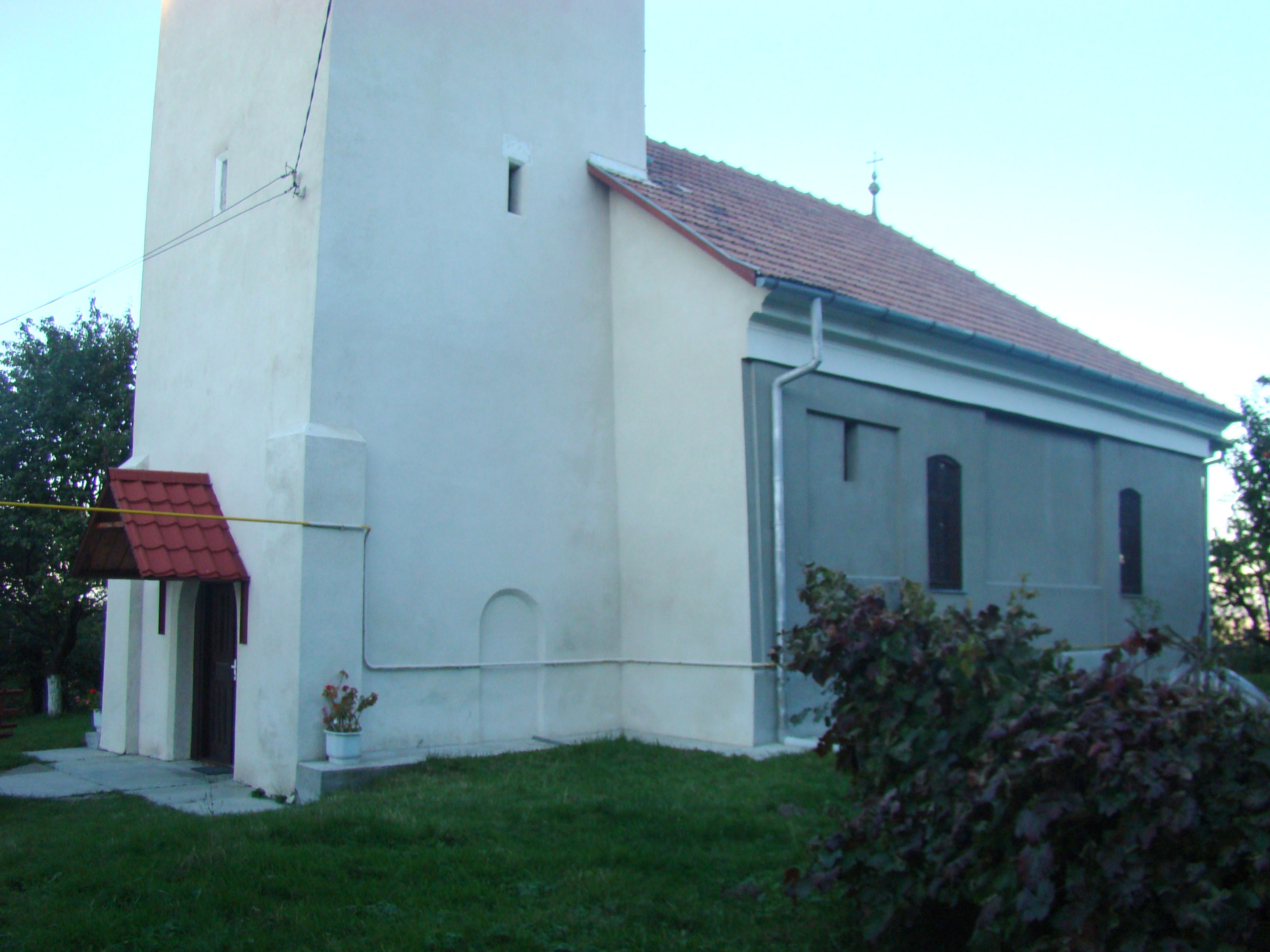
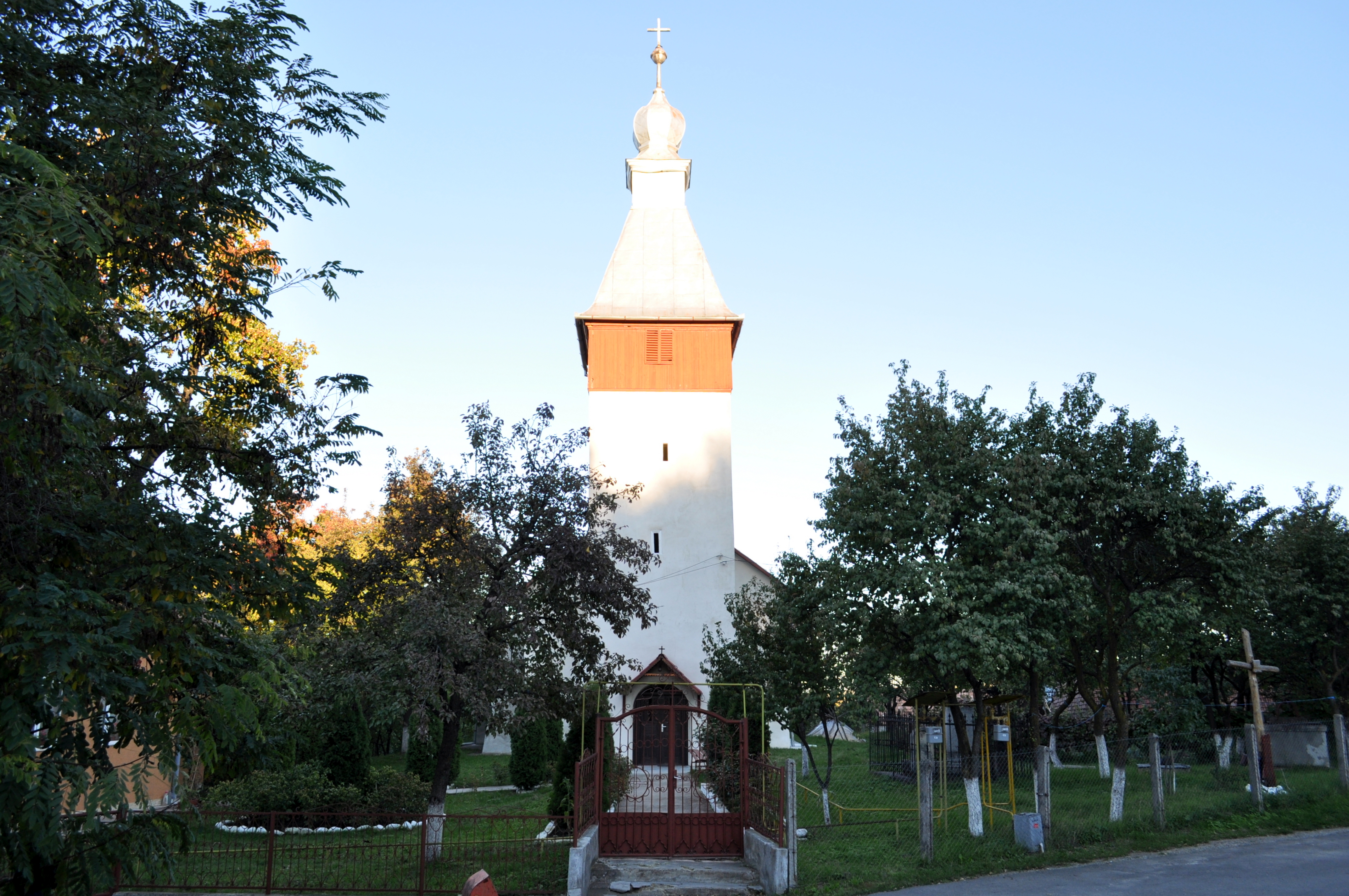
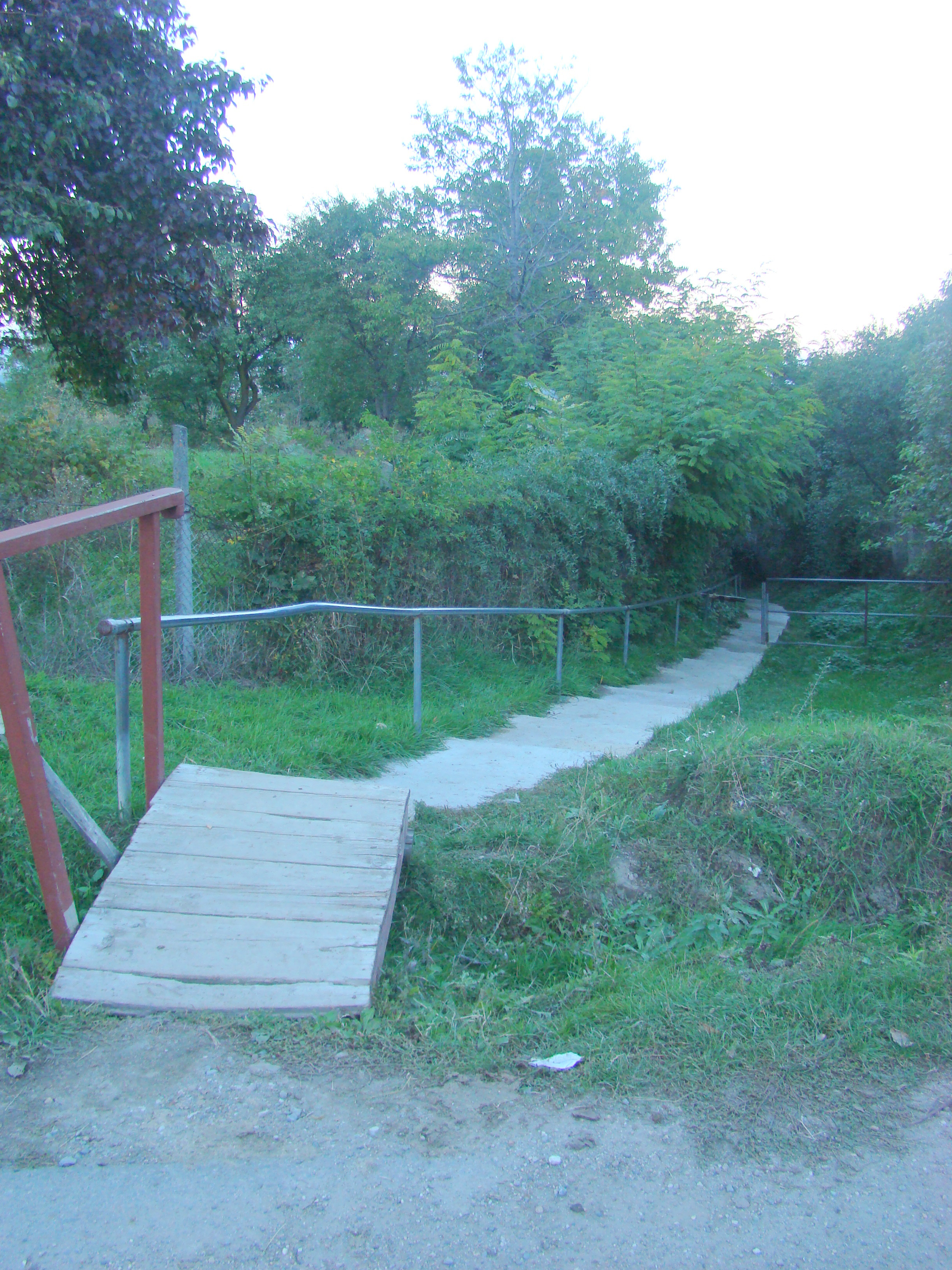
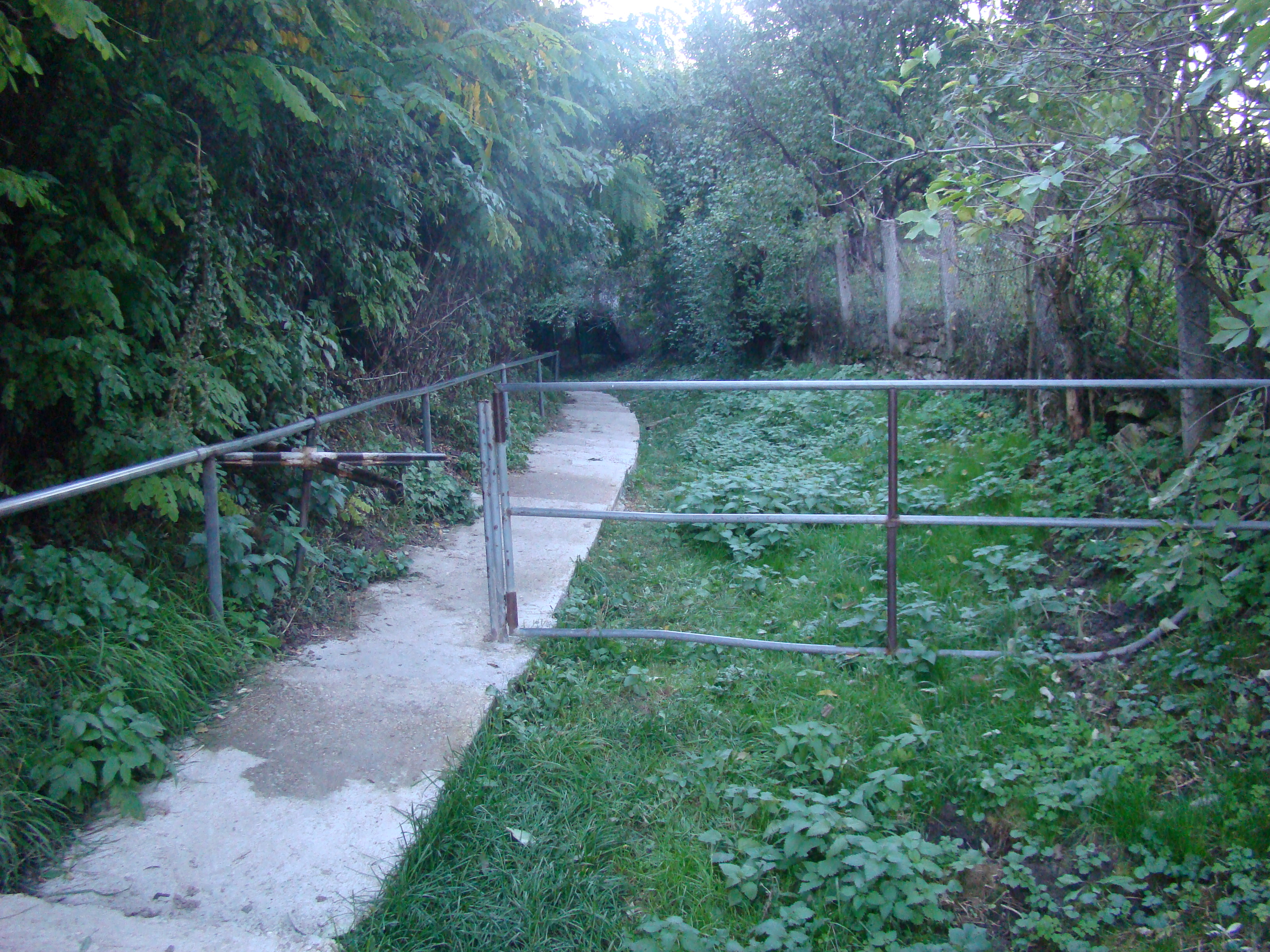
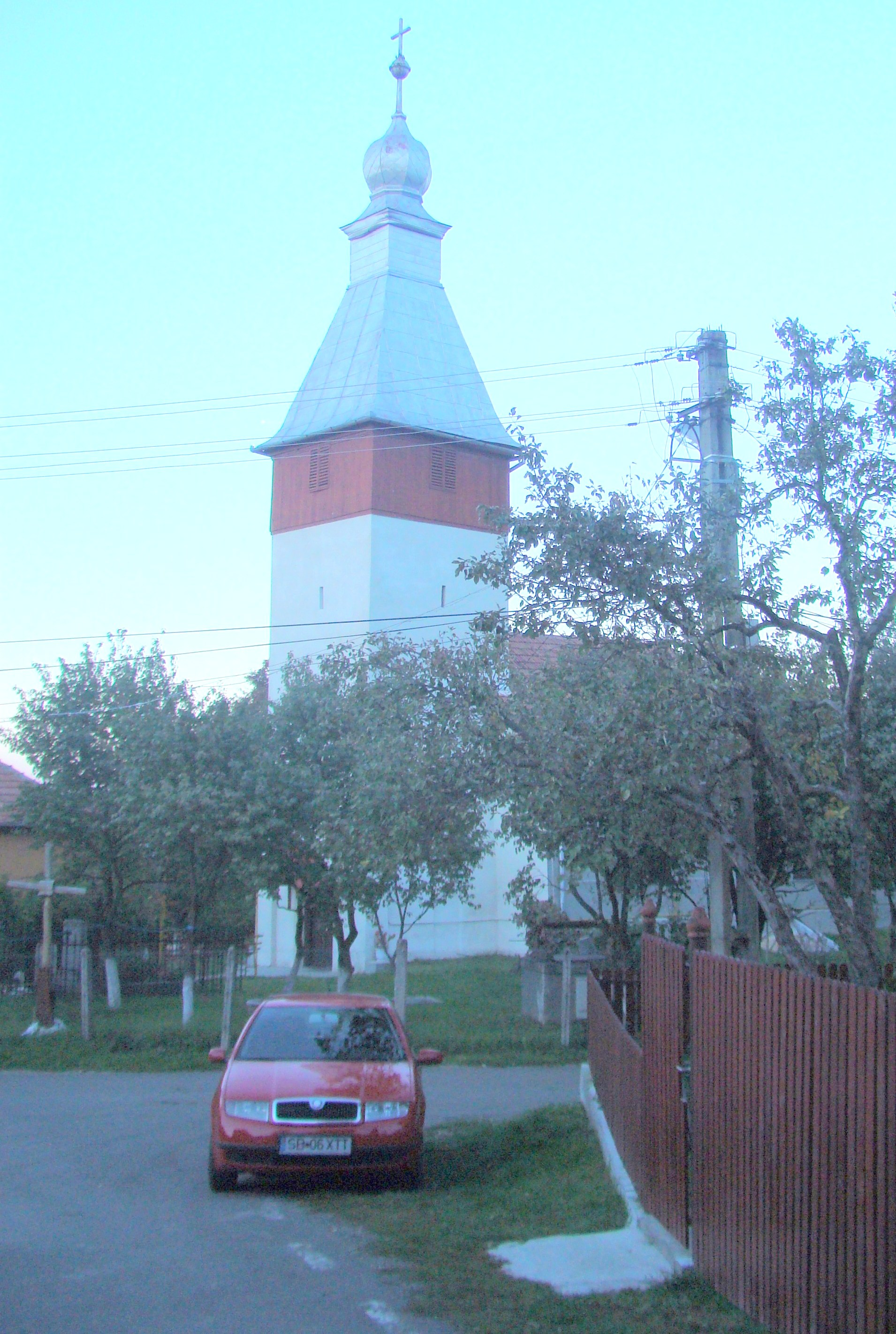
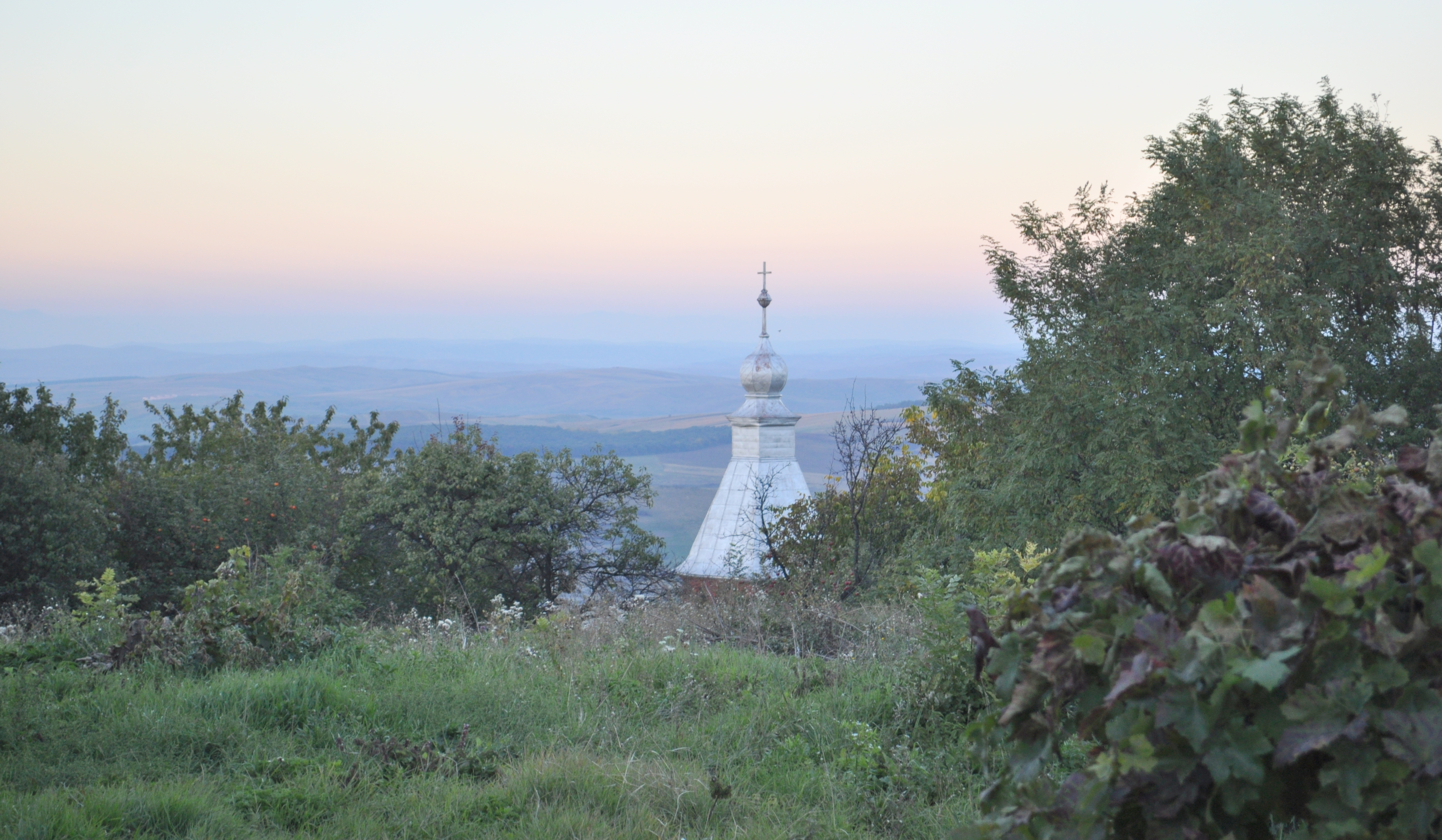

## Vezi și
- Gheorghieni, Cluj

## Imagini din interior

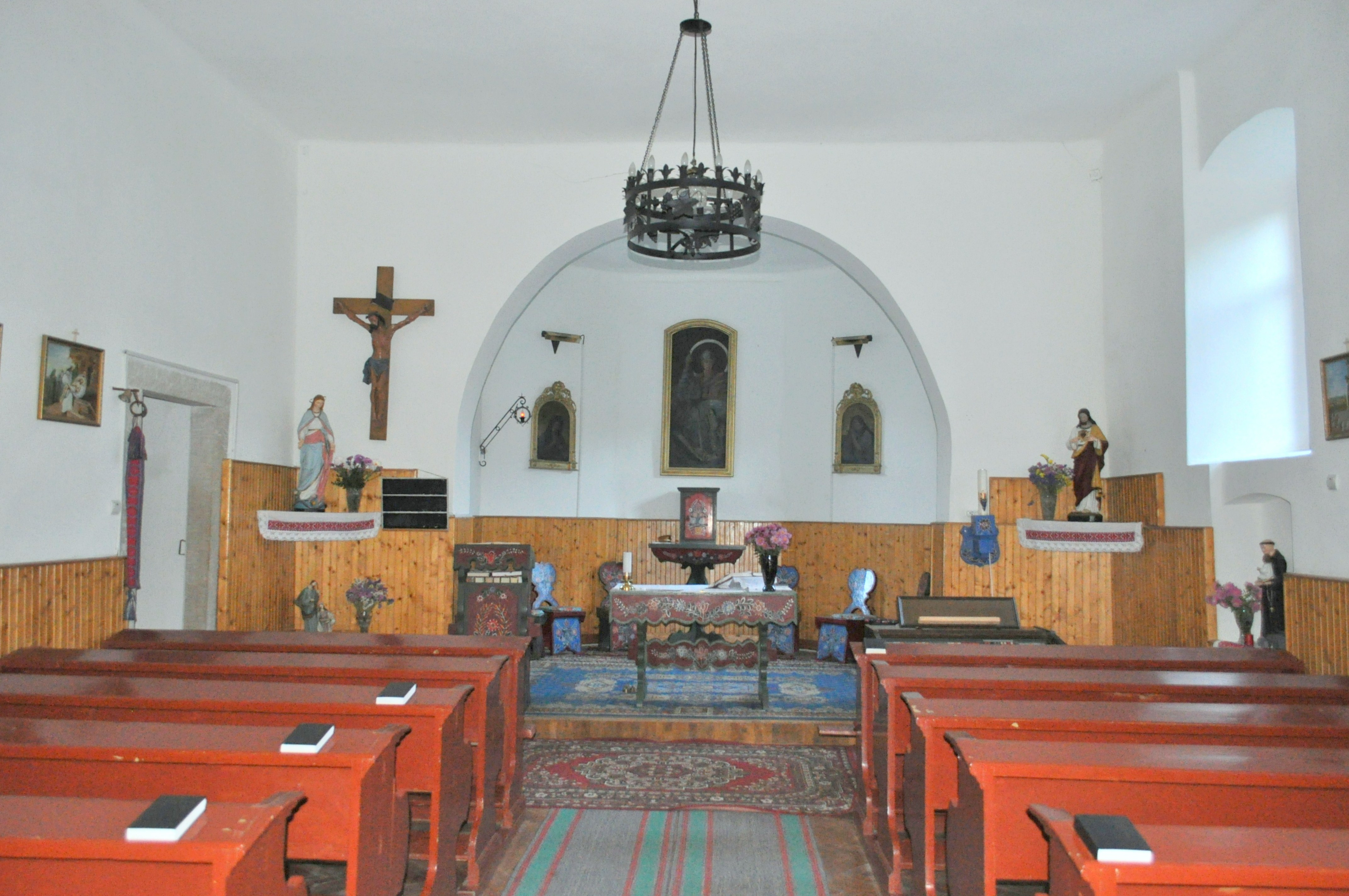
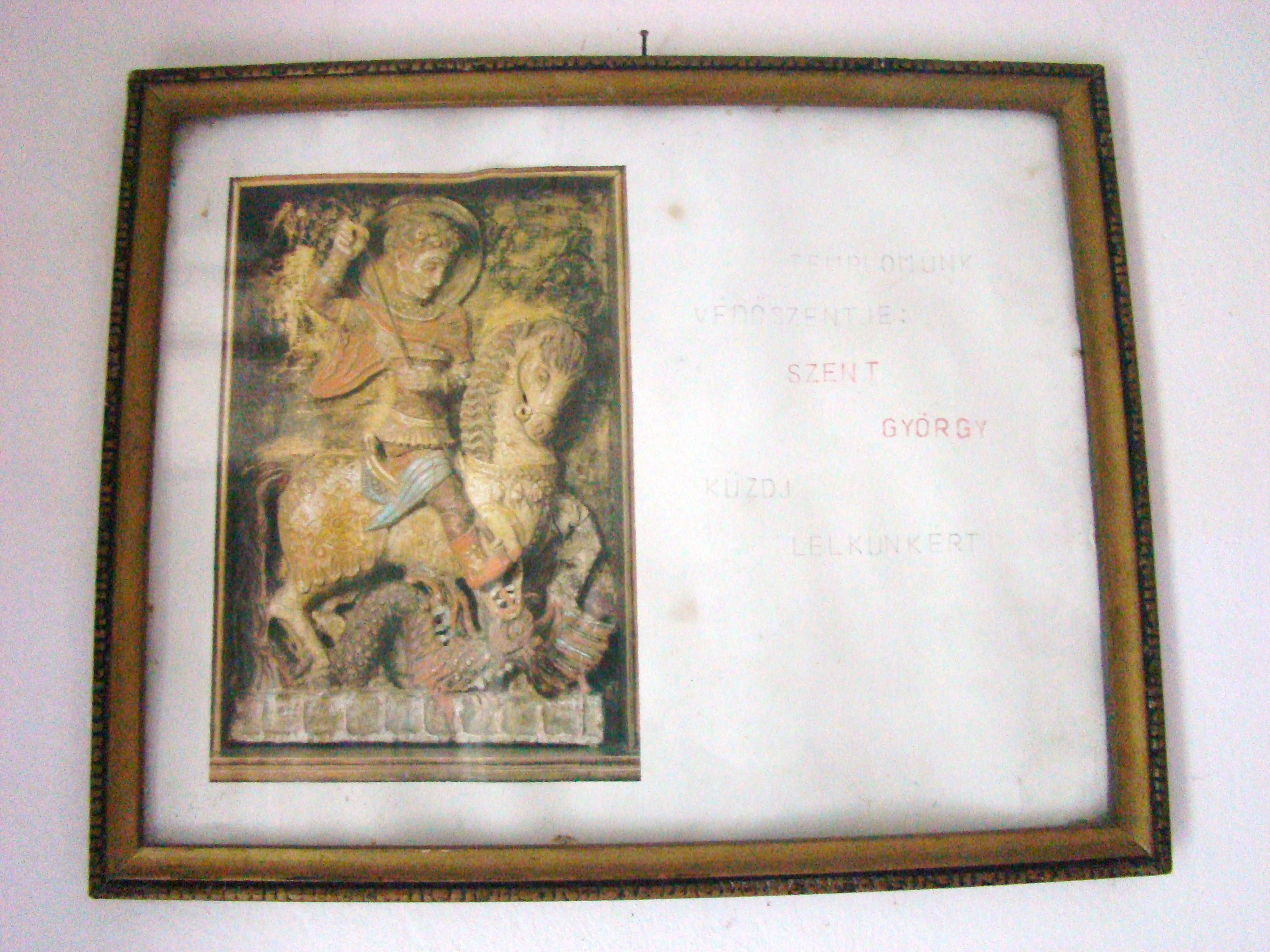
Sf. Gheorghe, patronul acestei biserici (1)
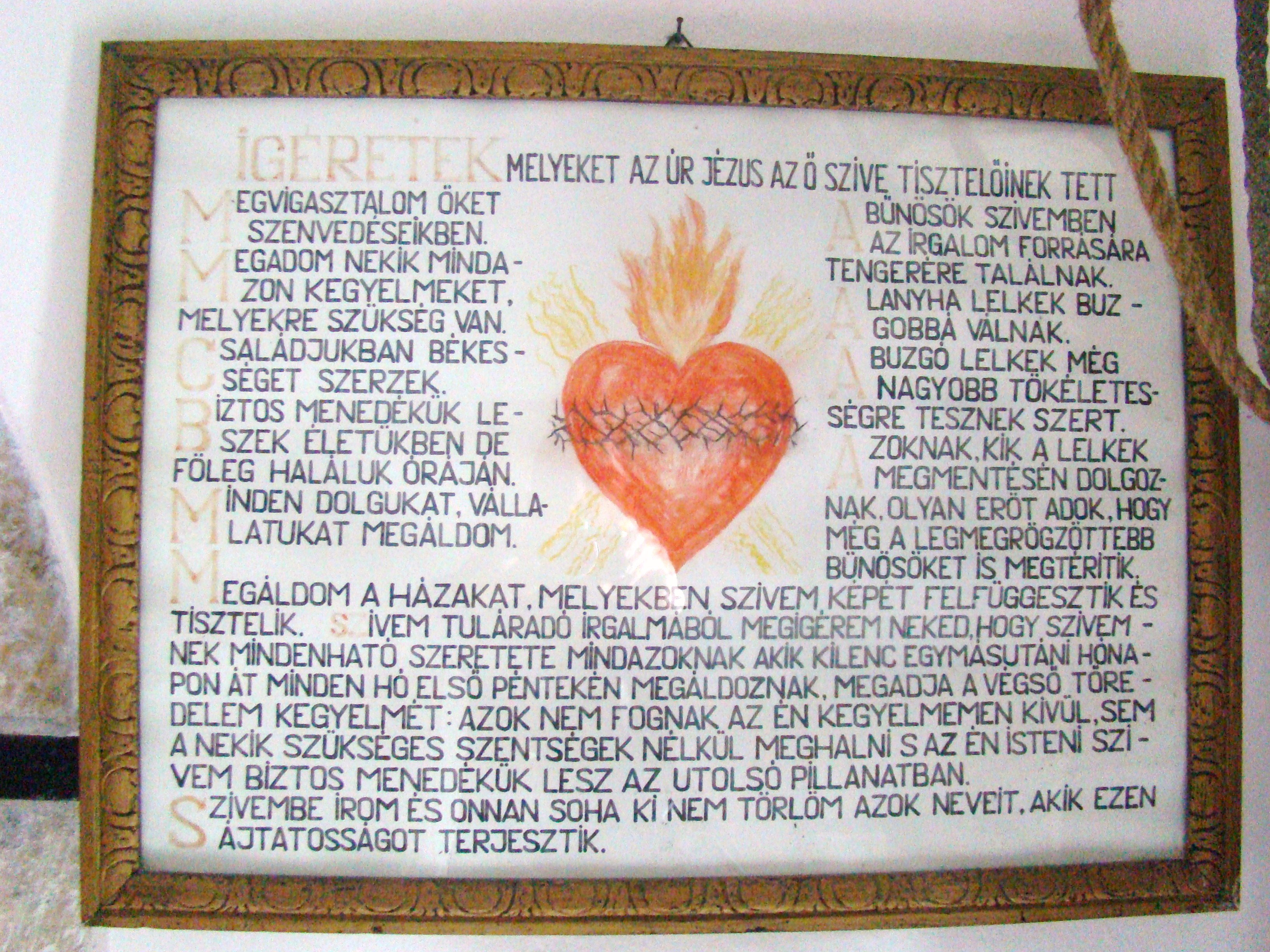
Rugăciune devoțională dedicată Inimii Preasfinte a lui Isus
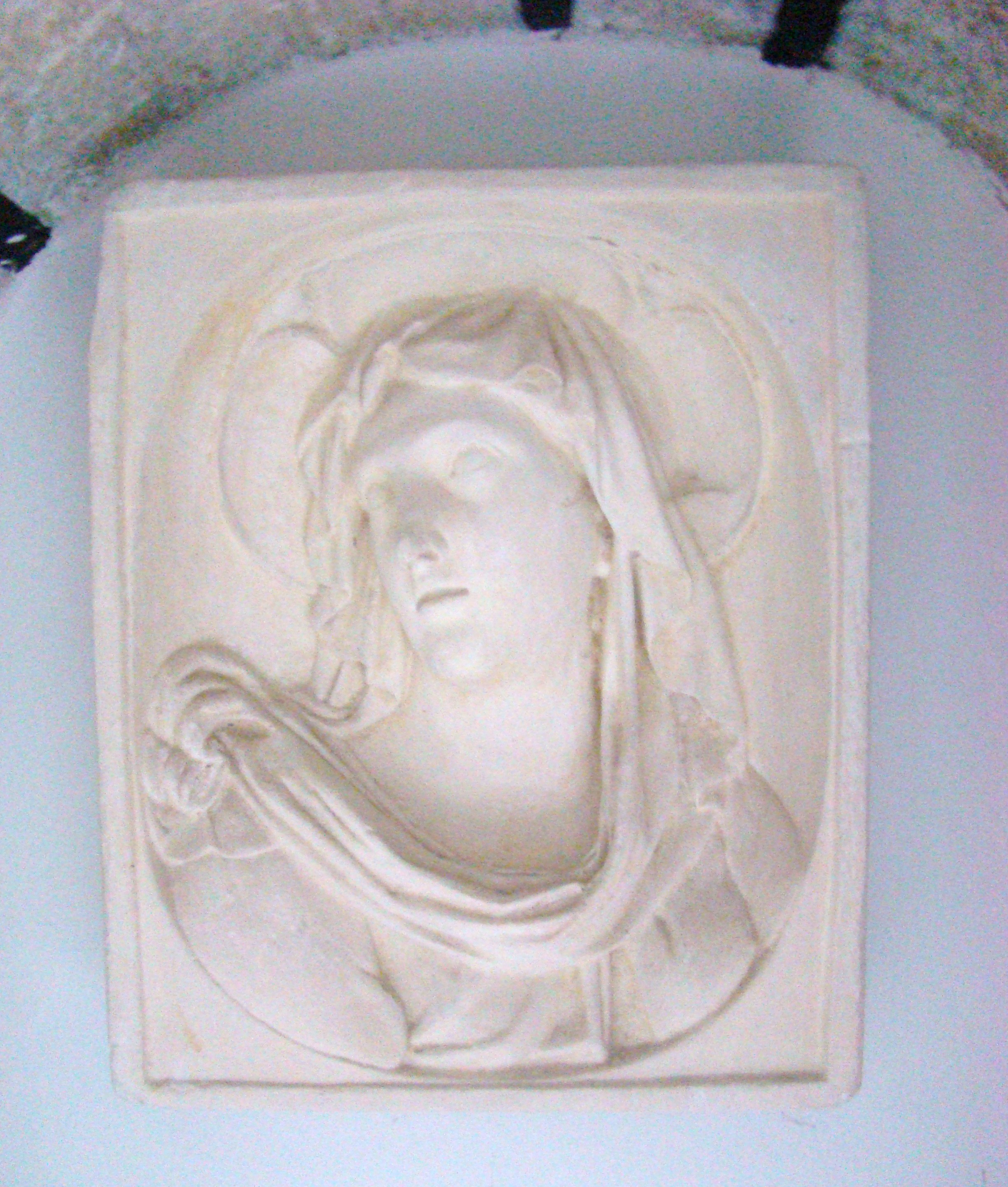
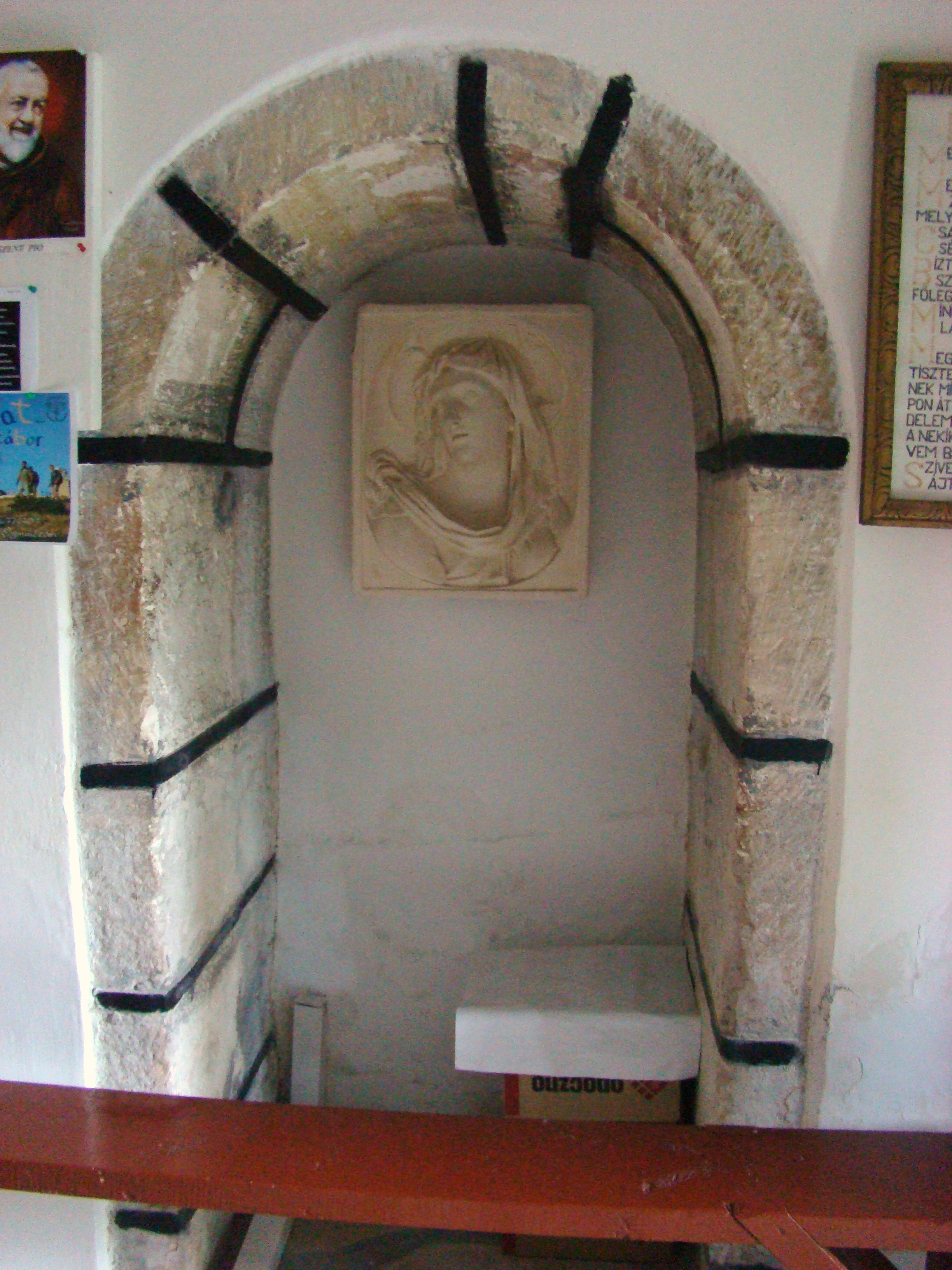
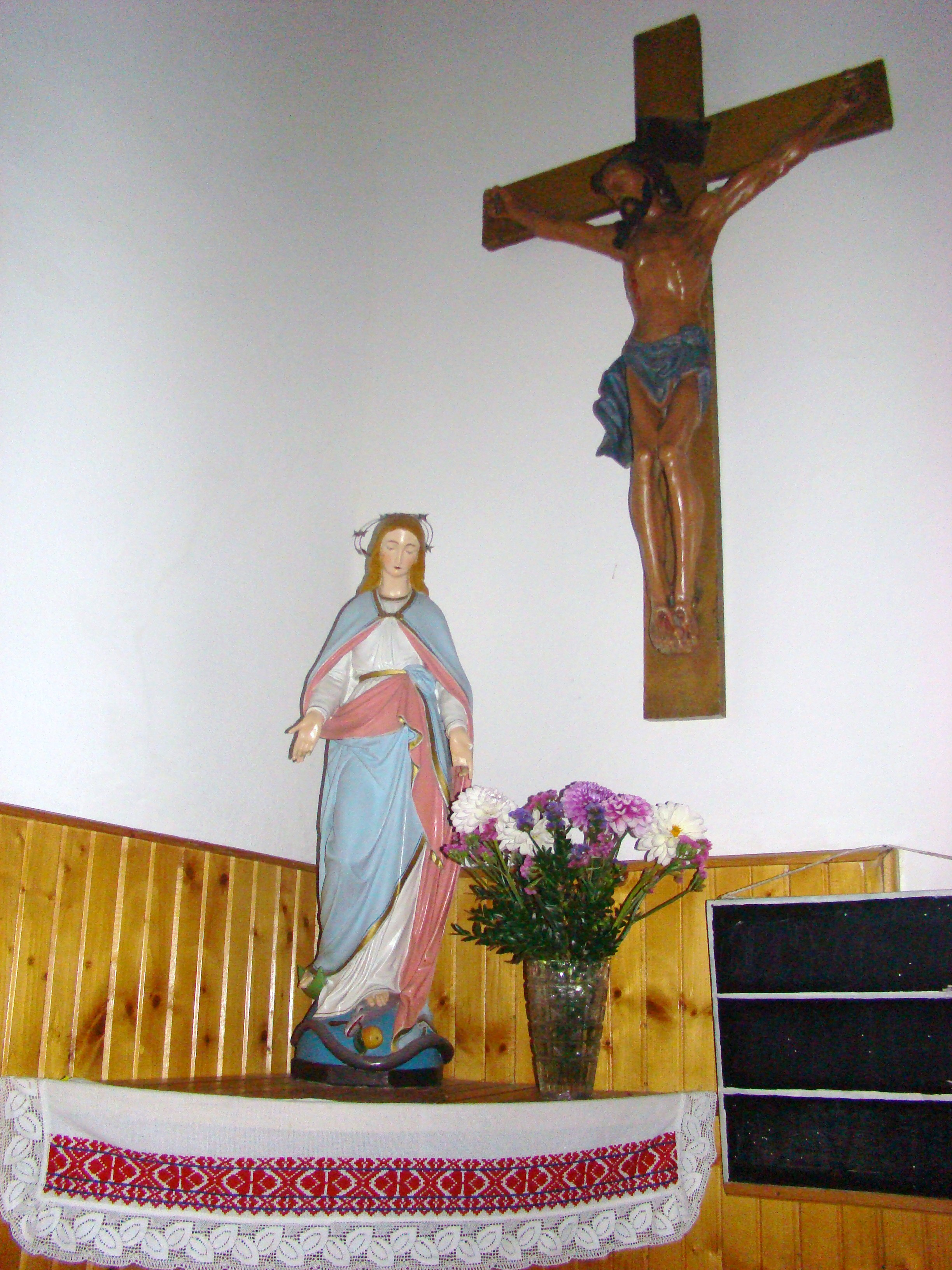
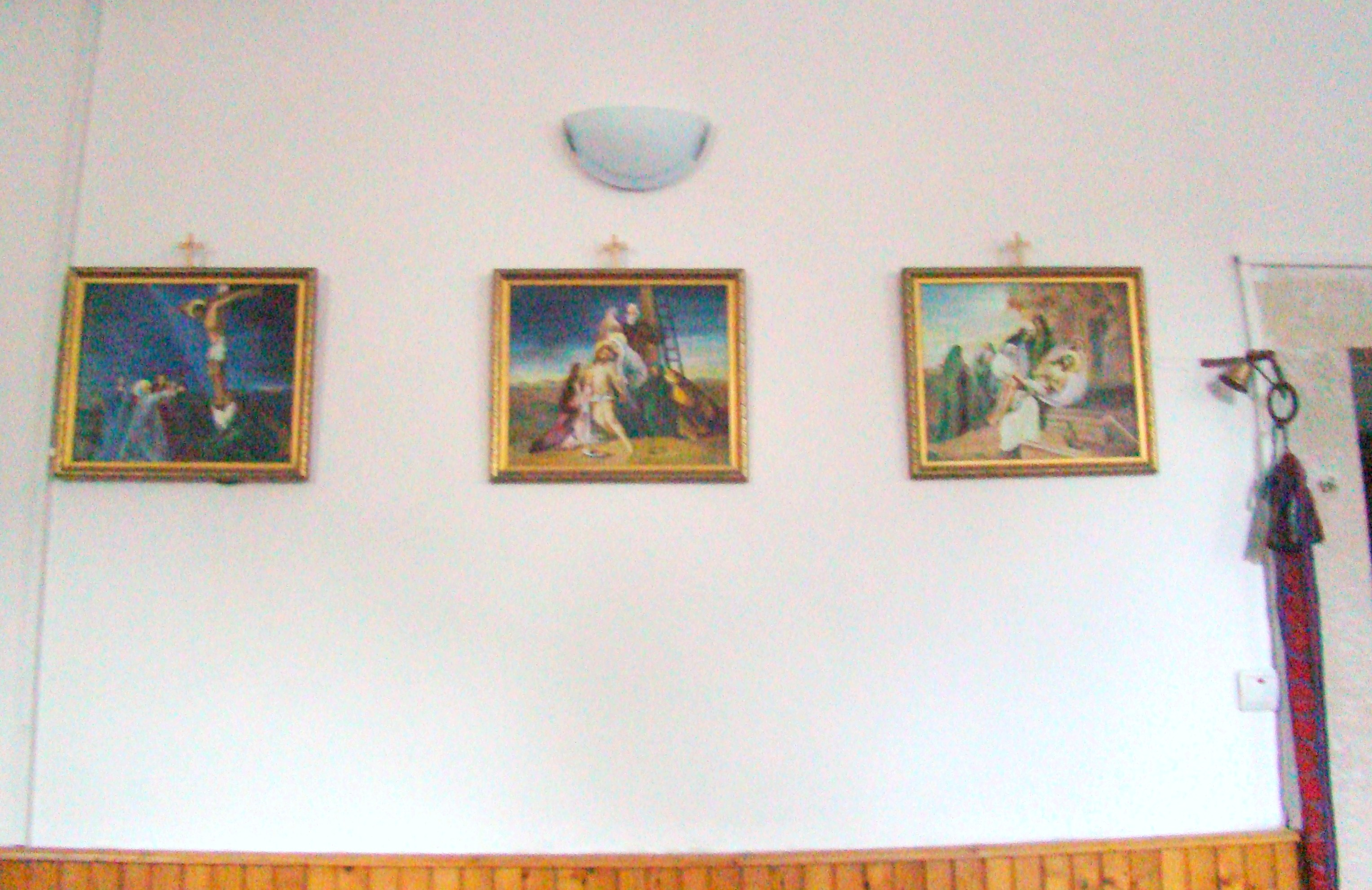
Scene din Calea Sfintei Cruci (1)
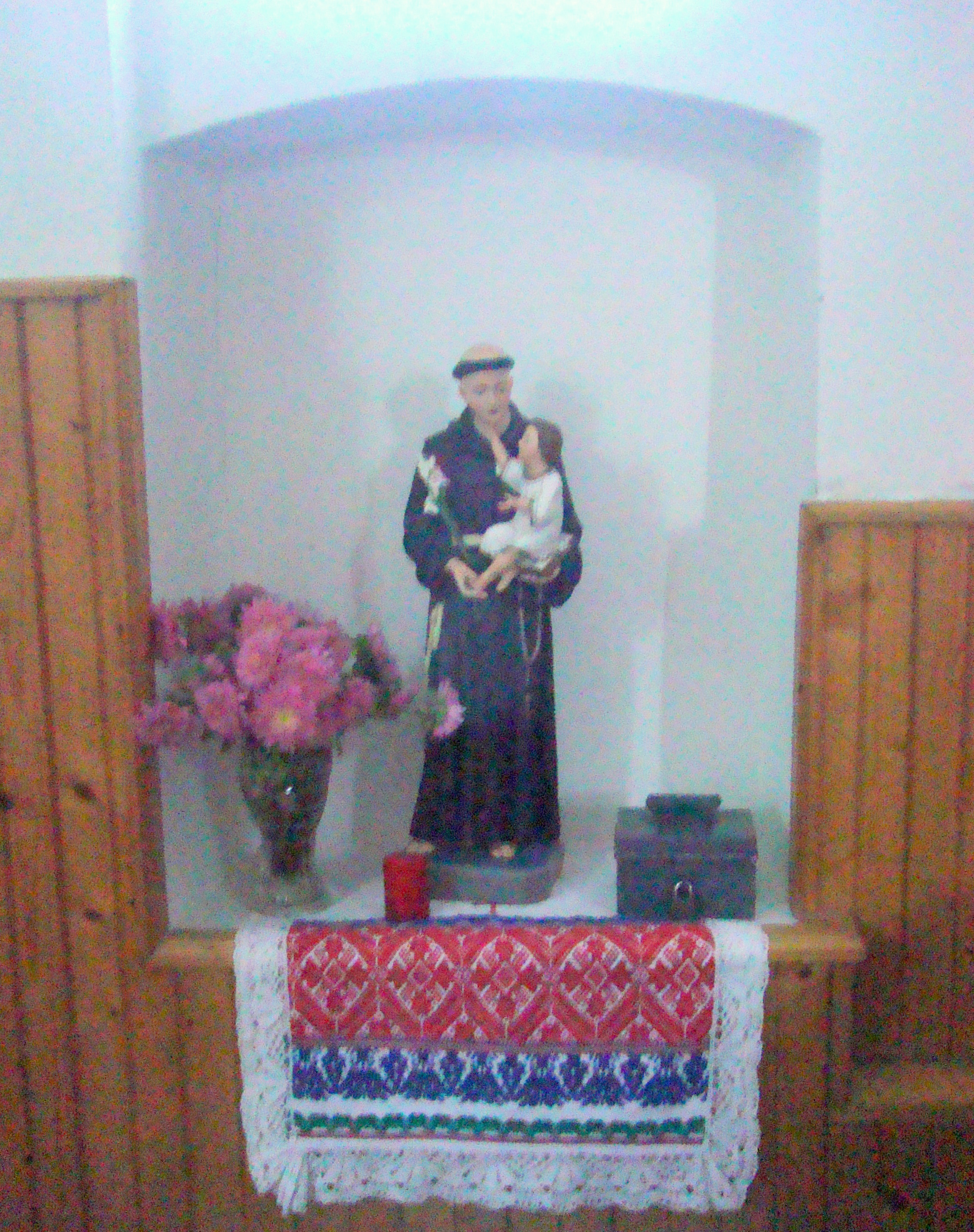
Sf. Anton de Padova cu Pruncul Isus
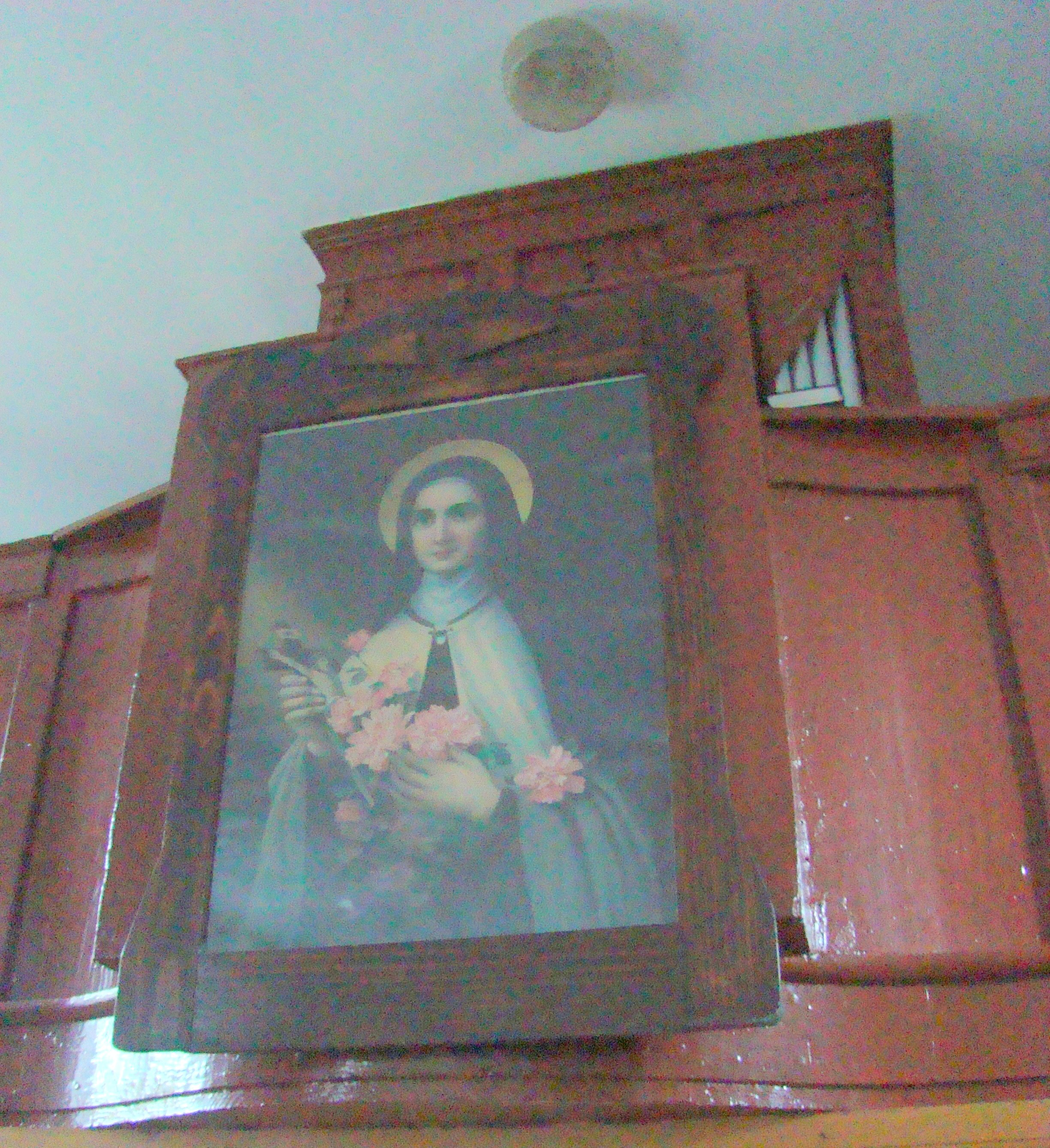
Sf. Tereza de Lisieux
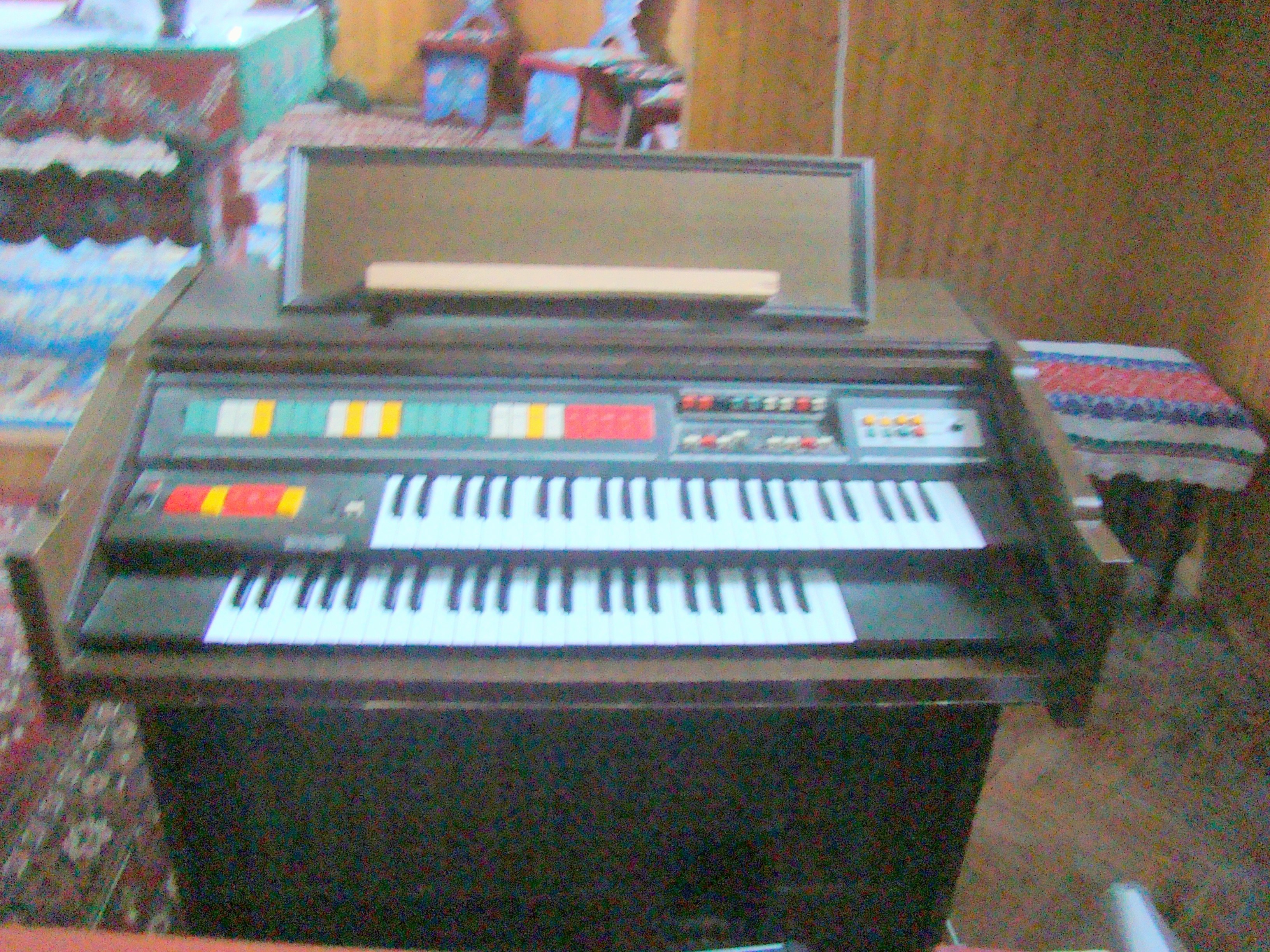
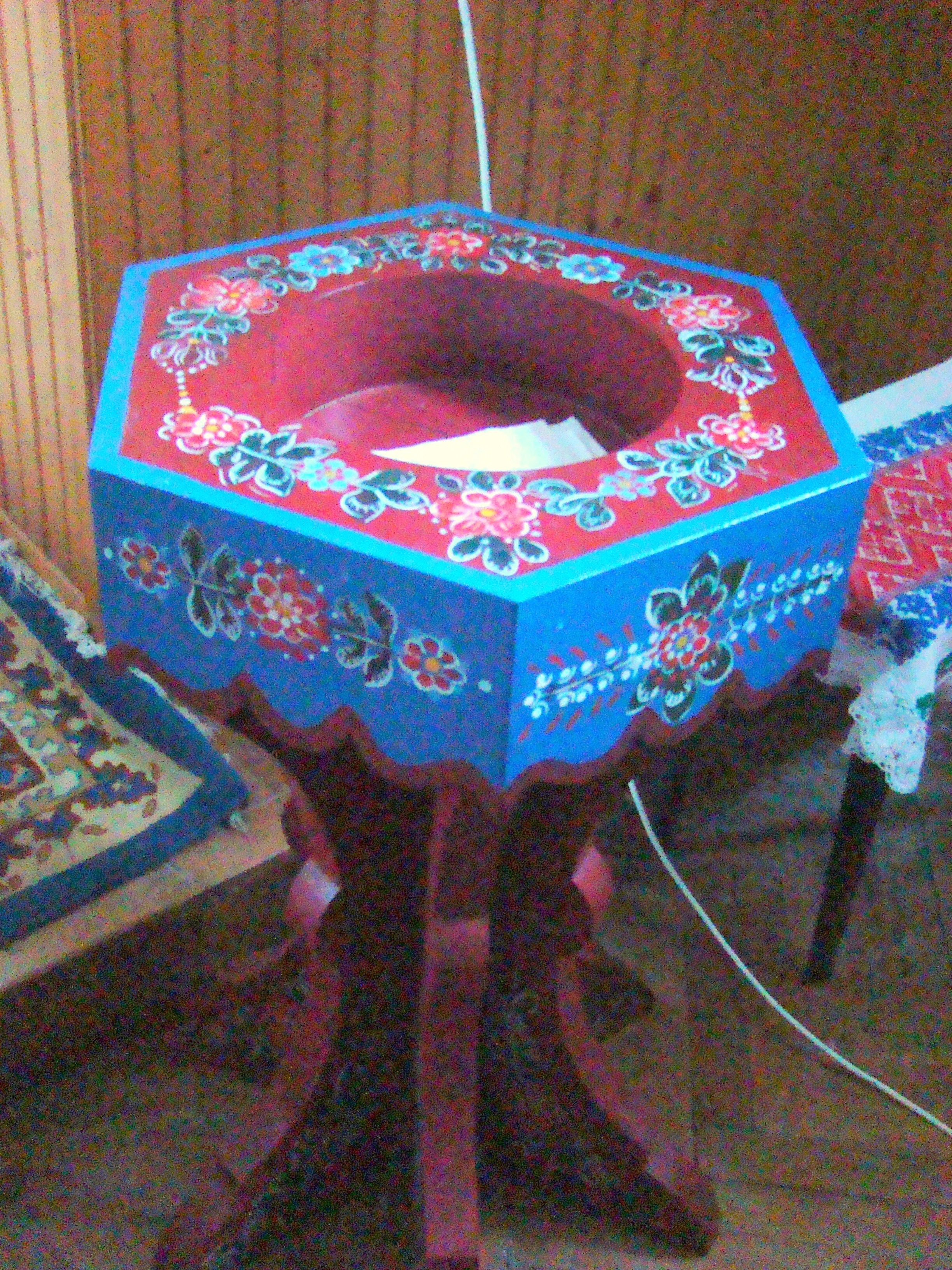
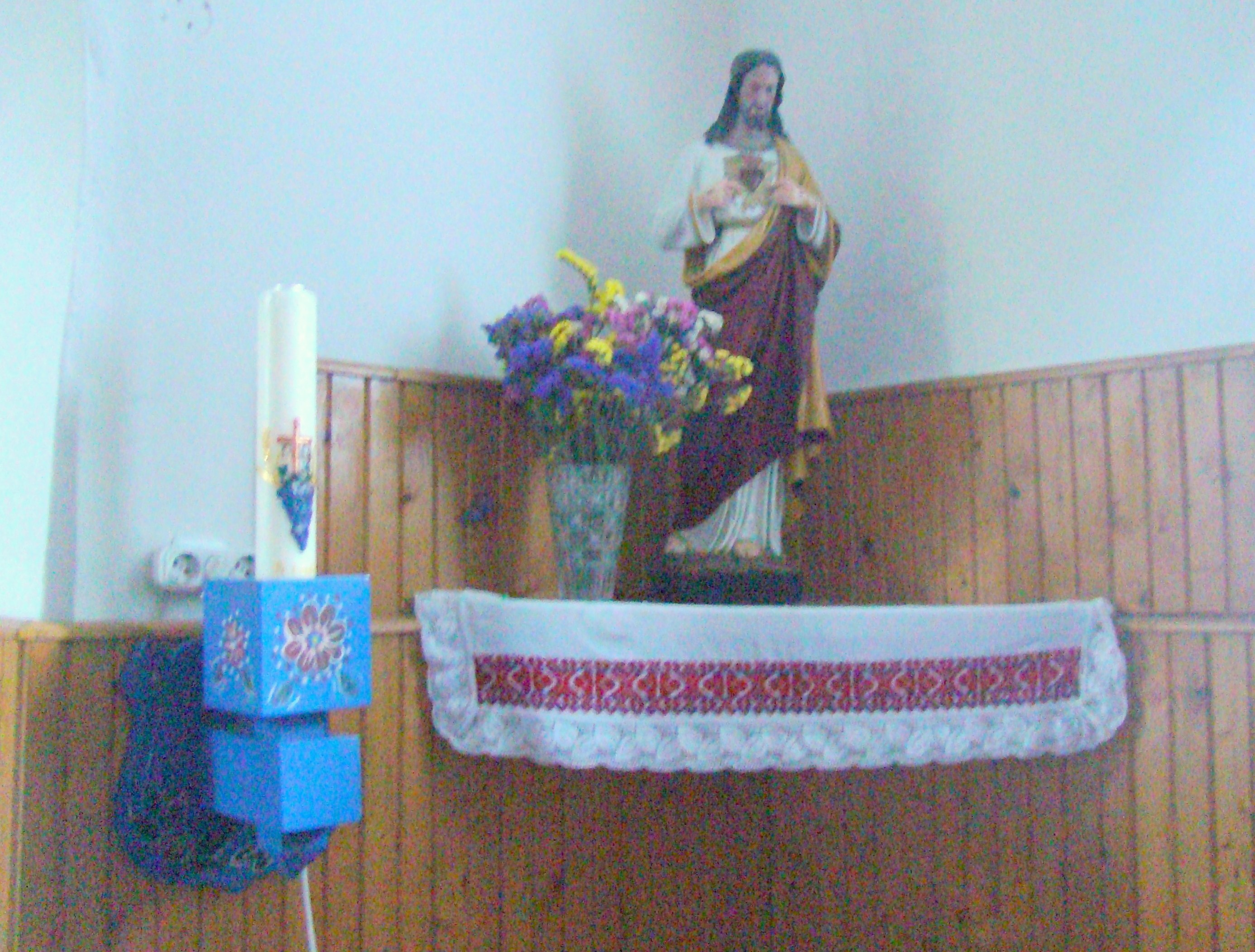
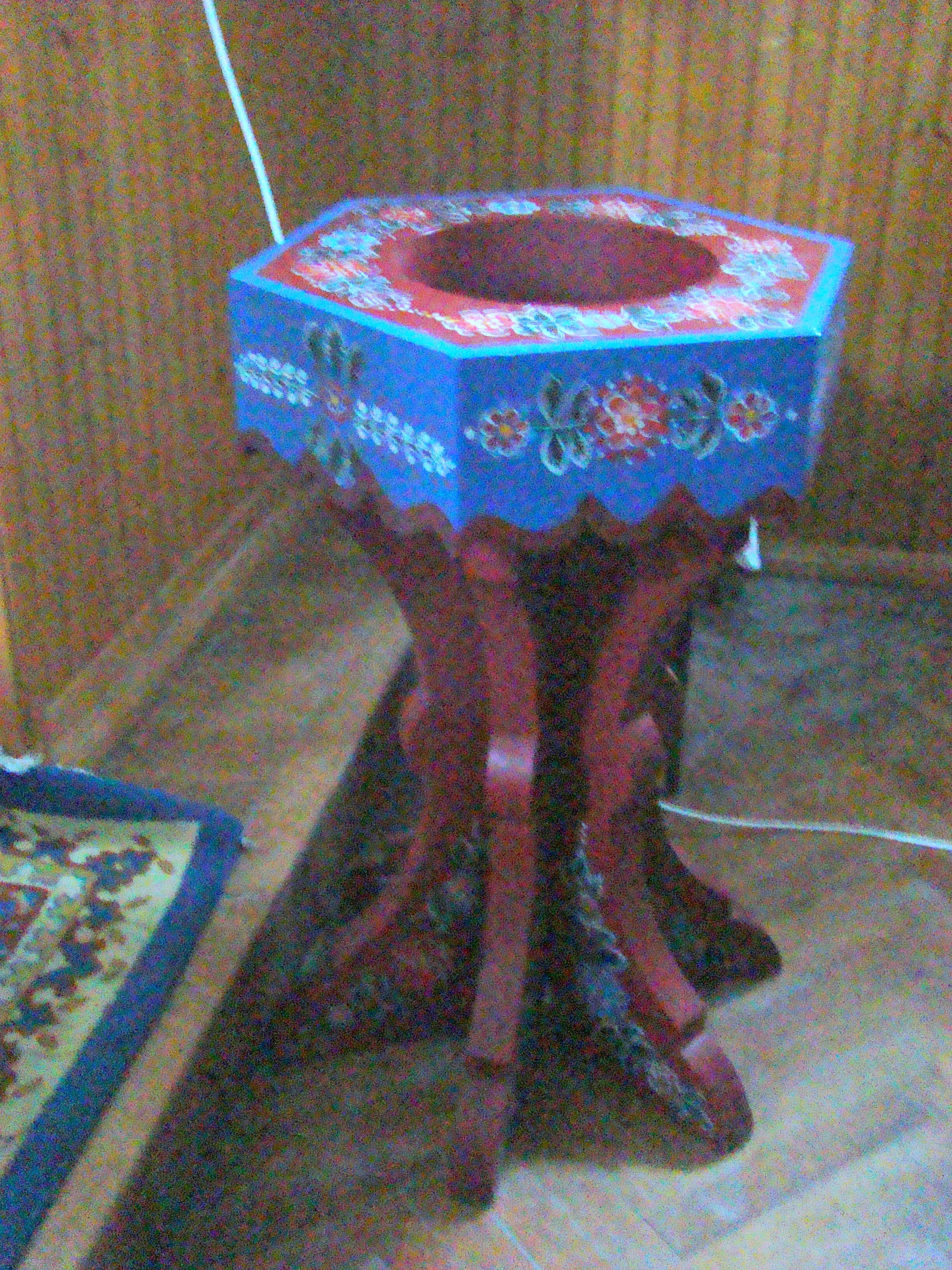
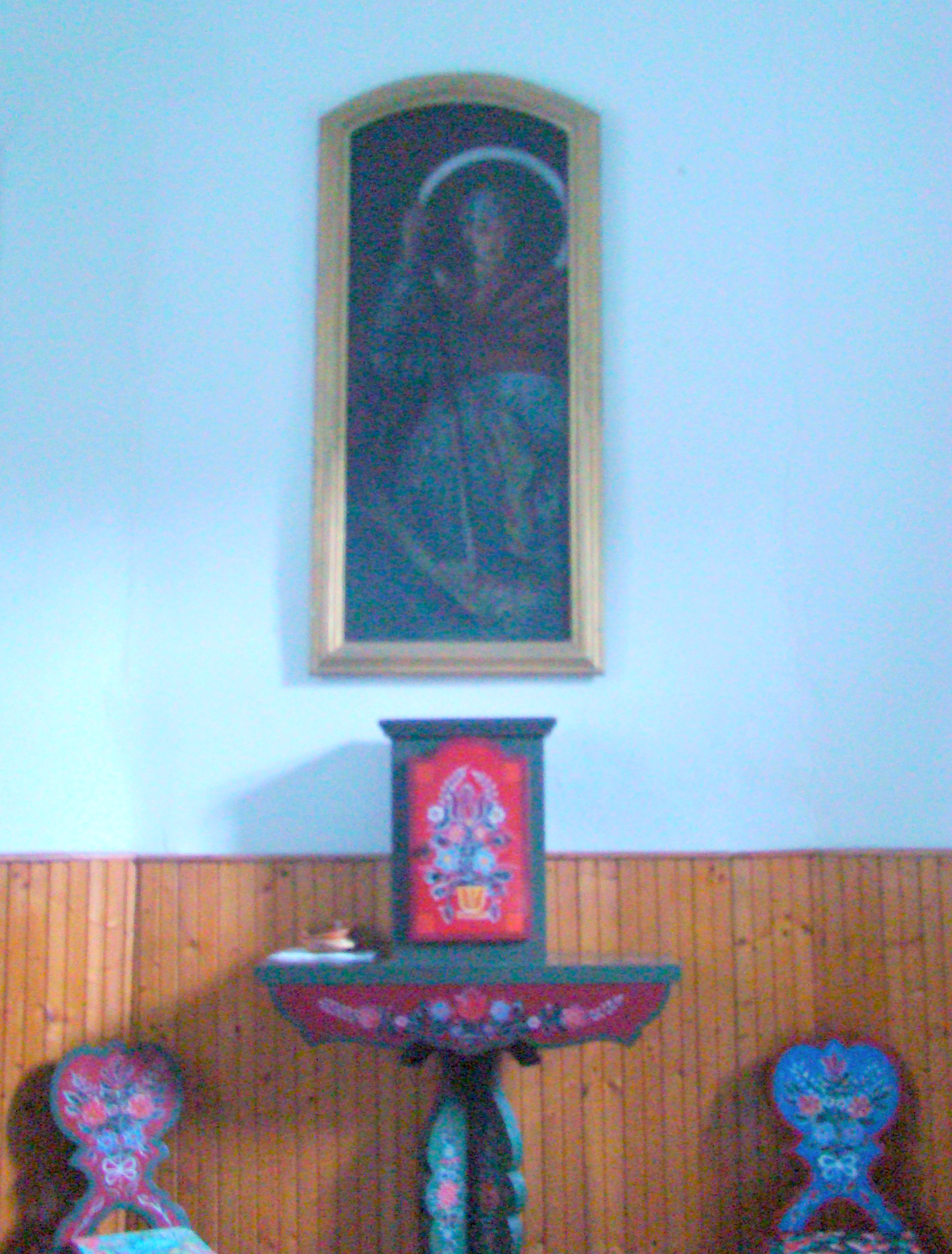
Sf. Gheorghe, patronul acestei biserici (2)
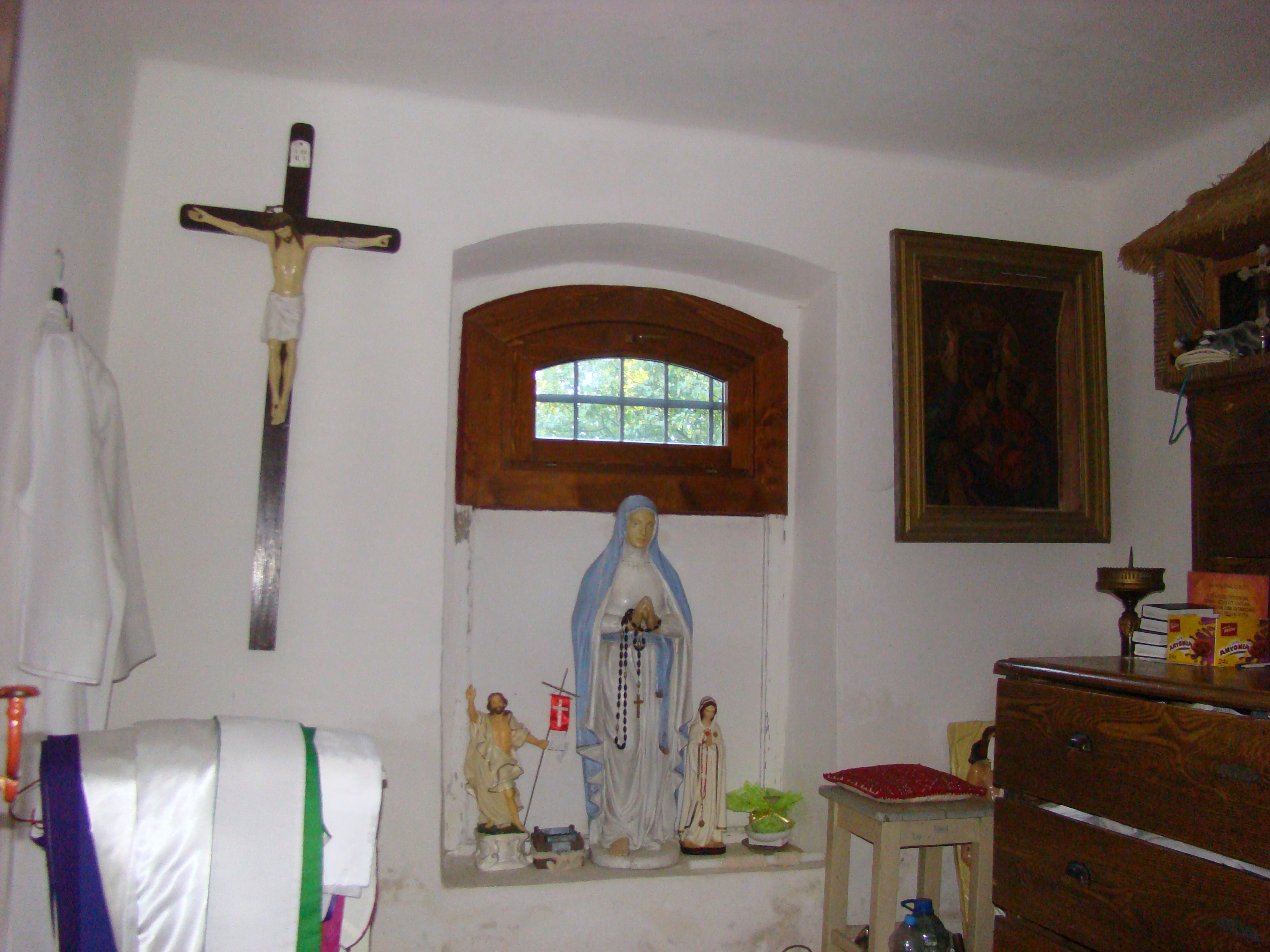
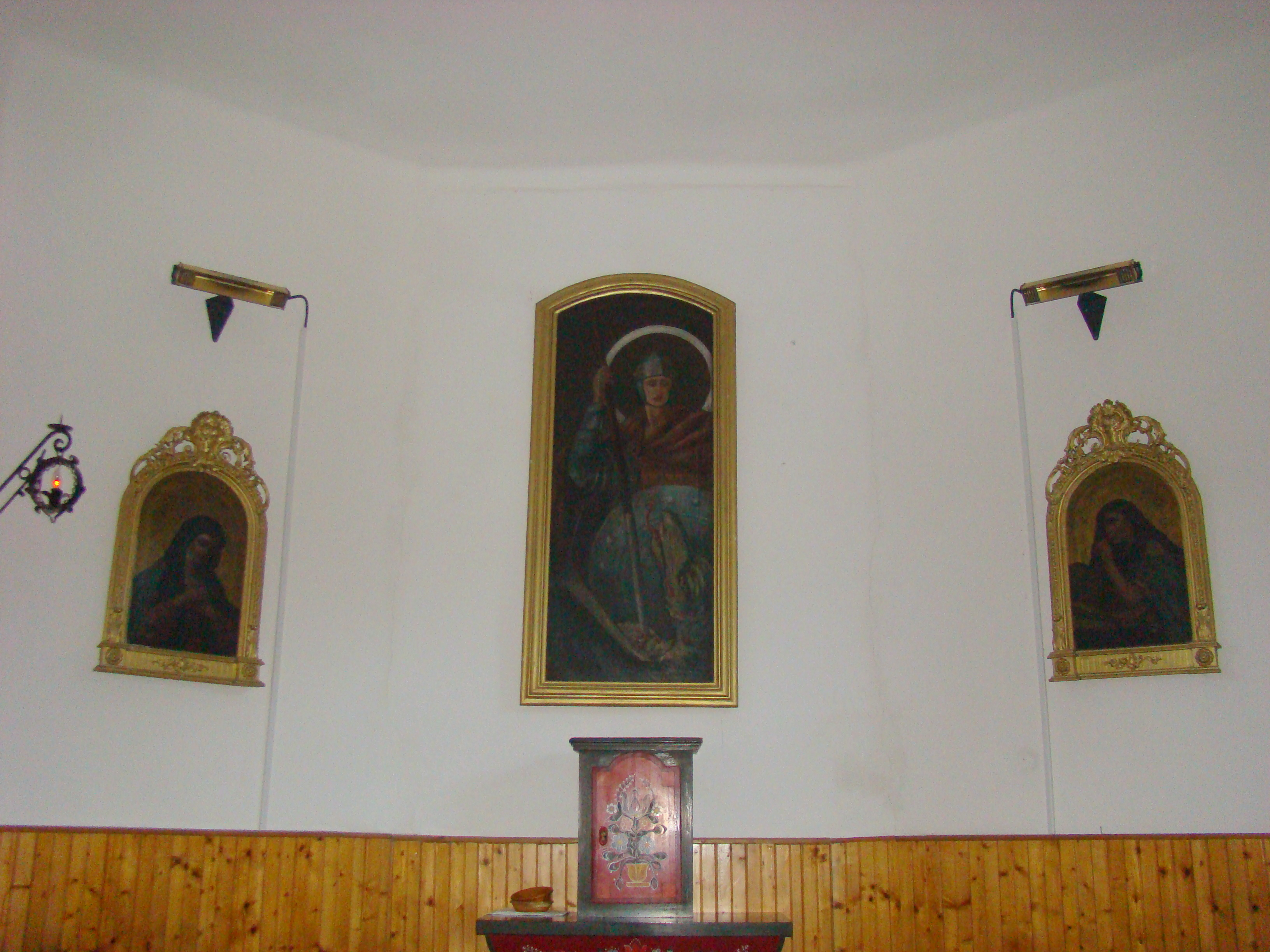
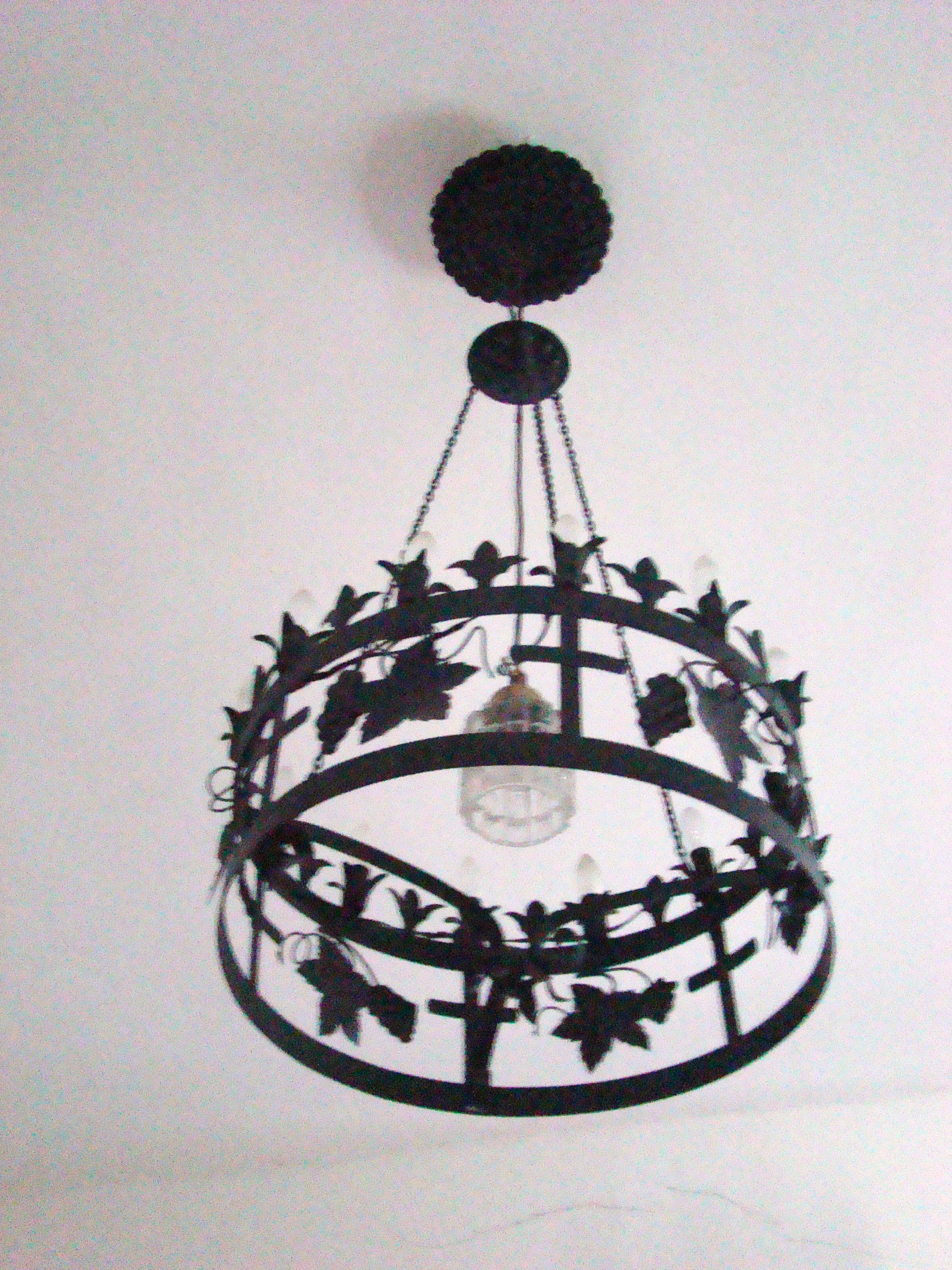
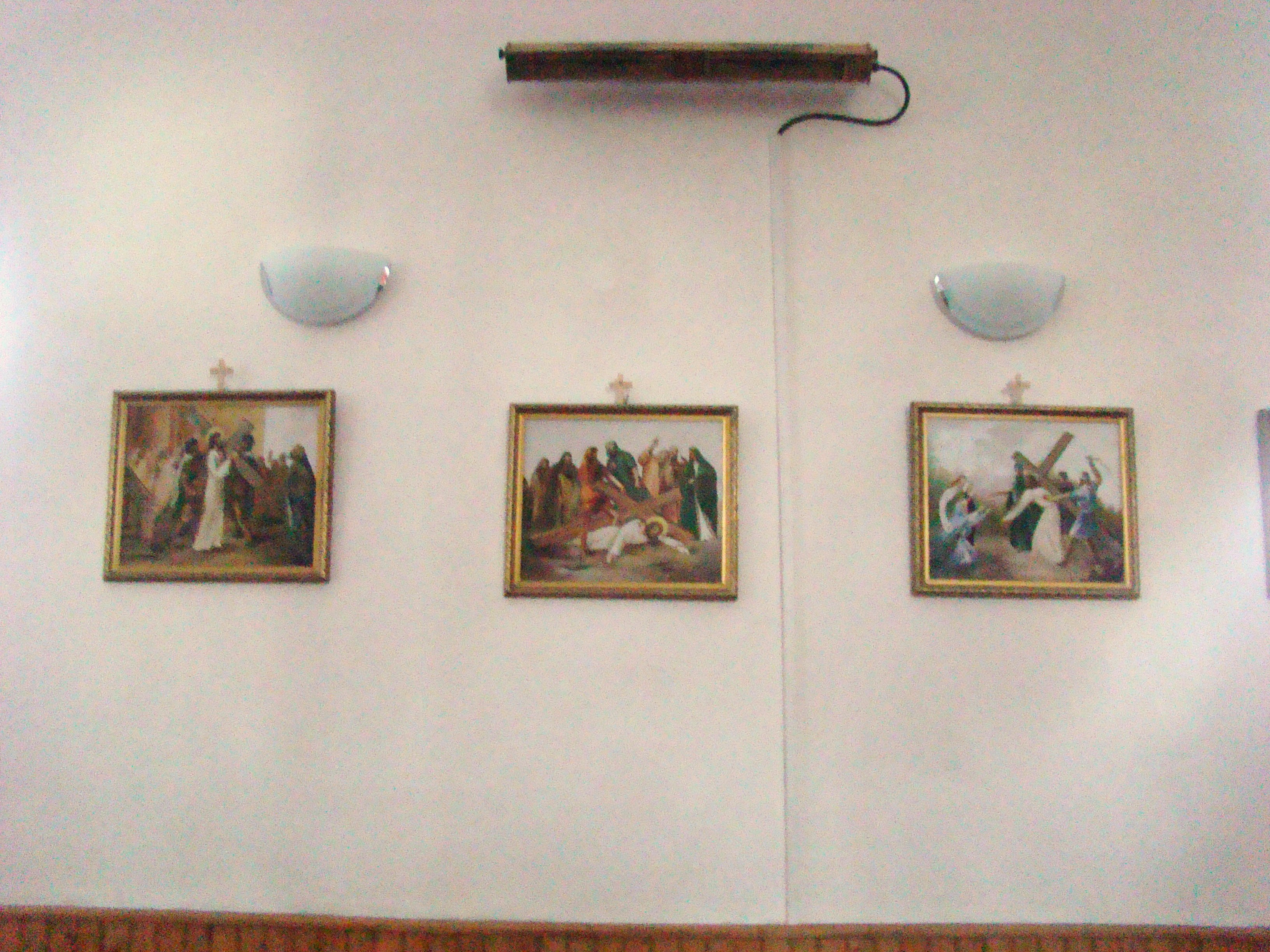
Scene din Calea Sfintei Cruci (2)
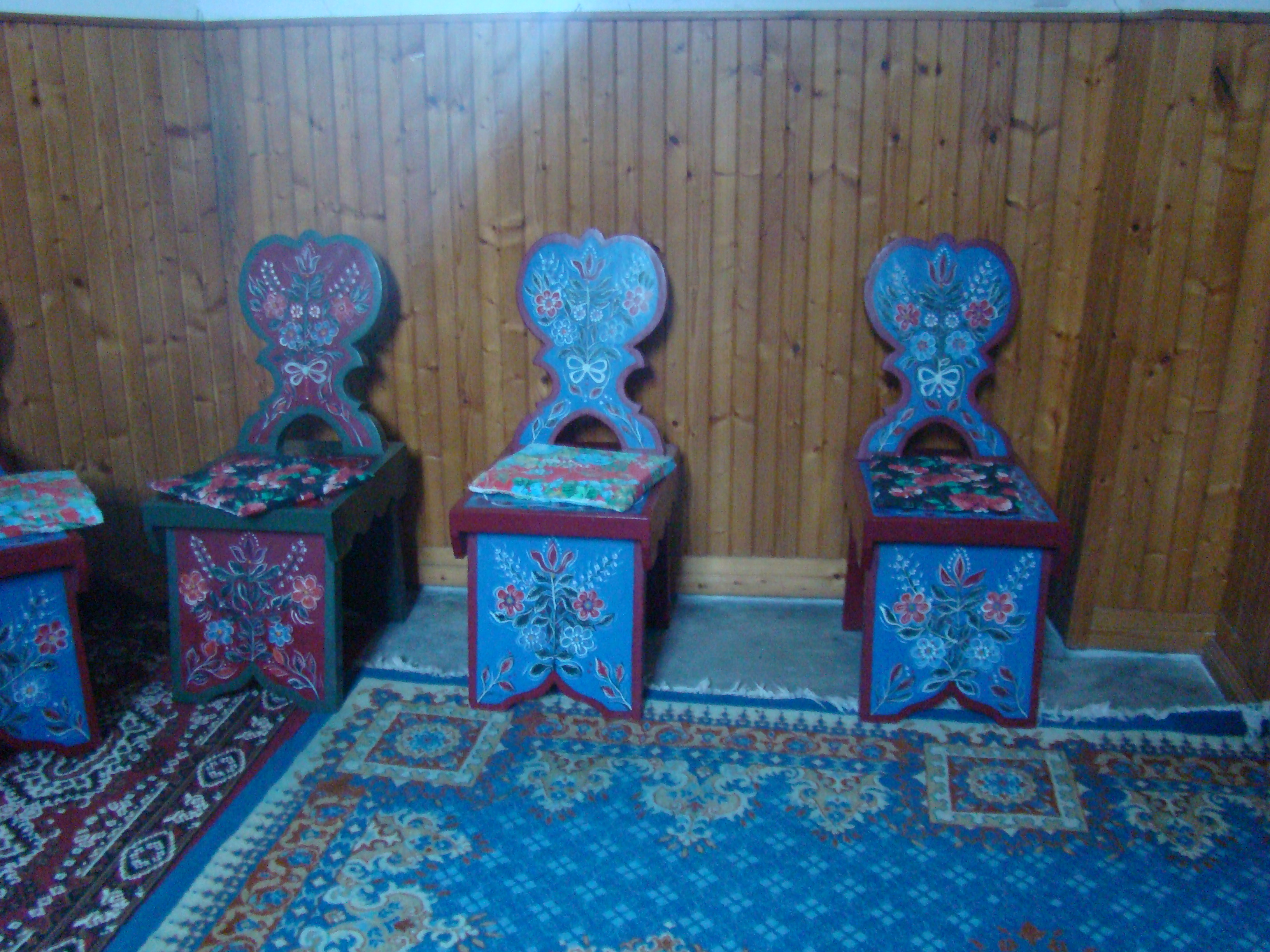